# Ignacy Mościcki
Ignacy Mościcki (ur. 1 grudnia 1867 w Mierzanowie, zm. 2 października 1946 w Versoix) – polski chemik, polityk, w latach 1926–1939 trzeci prezydent Rzeczypospolitej Polskiej. Naukowiec, wynalazca, budowniczy polskiego przemysłu chemicznego.
Początkowo związany z ruchem socjalistycznym. W latach 1912–1922 profesor Politechniki Lwowskiej, autor nowatorskiej metody pozyskiwania kwasu azotowego z powietrza. Założyciel Unii Narodowo-Państwowej w 1922 roku. W 1925 wybrany na rektora Politechniki Lwowskiej, profesor Politechniki Warszawskiej w latach 1925–1926. W 1926 wybrany na urząd Prezydenta Rzeczypospolitej, w 1933 wybrany na II kadencję. Blisko związany z obozem sanacyjnym Józefa Piłsudskiego. W 1927 był inicjatorem budowy Państwowej Fabryki Związków Azotowych w Mościcach koło Tarnowa. Autor ponad 40 patentów polskich i zagranicznych, po wyborze na prezydenta RP użytkowanie praw do swych patentów nieodpłatnie przekazał państwu polskiemu.
Po agresji ZSRR na Polskę 17 września 1939 przekroczył wraz z rządem RP granicę polsko-rumuńską. Został internowany przez władze Królestwa Rumunii. 30 września 1939 zrezygnował z prezydentury, wyznaczając uprzednio na swego następcę Władysława Raczkiewicza. W grudniu 1939 władze rumuńskie zezwoliły na jego wyjazd do Szwajcarii, gdzie mieszkał do śmierci.

## Życiorys

### Wczesne lata
Pochodził z rodziny szlacheckiej, pieczętującej się herbem Ślepowron, pochodzącej z mazowieckich Mościc. Był synem Faustyna Walentego (1835–1885) i Stefanii z Bojanowskich (ur. 1846). Dziadek Ignacego Mościckiego – Walenty – brał udział w powstaniu listopadowym. Natomiast jego ojciec oraz stryjowie – Jan i Kazimierz – byli uczestnikami powstania styczniowego.
Ignacy Mościcki miał siedmioro rodzeństwa: Witolda Jana (1857–1937), Aleksandrę (1861–?), Władysława (1863–1891), Zofię (1865–1896), Ludwika Hipolita (1870–1938), a także nieznanych z imienia brata i siostrę. Ponadto, według Księgi Cmentarnej Polskiego Cmentarza Wojennego. Charków wydanej przez Radę Ochrony Pamięci Walk i Męczeństwa, bratankiem Ignacego był kpt. żand. Sobiesław Mościcki, syn Kornela i Jadwigi Mościckich, ofiara zbrodni katyńskiej w Charkowie. Z publikacji tej wynika więc, że Ignacy Mościcki miał także brata Kornela.
Początkowo uczył się w gimnazjum w Płocku. Później, gdy rodzice Ignacego Mościckiego przenieśli się do Skierbieszowa, gdzie ojciec dzierżawił majątek ziemski, zaczął uczęszczać do gimnazjum w Zamościu. Ze względu na niechęć do rusyfikacji, jakiej był poddawany, przeniósł się do Warszawy, gdzie kontynuował naukę najpierw w szkole Pankiewicza, a później w szkole realnej Babińskiego (ukończył ją w 1887). Był szczególnie uzdolniony w zakresie nauk matematyczno-przyrodniczych.
Studiował chemię na wydziale technologii chemicznej politechniki w Rydze. Podczas studiów został członkiem a wkrótce potem gospodarzem Korporacji Akademickiej „Welecja”. W Rydze zawiązał wśród polskich studentów i żołnierzy miejscowego garnizonu konspiracyjne tzw. „kółko oświatowe”. Wraz z innymi korporantami z „Welecji” został członkiem Ligi Narodowej, a później także Związku Młodzieży Polskiej „Zet” (pod przywództwem Zygmunta Balickiego). Studia na ryskiej politechnice ukończył w 1891 roku.
22 lutego 1892 poślubił w Płocku Michalinę Czyżewską. Był z nią blisko spokrewniony (była córką ciotki Mościckiego), ślub wymagał więc dyspensy udzielonej przez papieża.
Ze względu na to, że działalność „Zetu” nie odpowiadała Mościckiemu, nawiązał on kontakt z niepodległościowym ruchem socjalistycznym. Był współpracownikiem II Proletariatu. Brał nawet udział w przygotowaniach do zamachu na generał-gubernatora warszawskiego Josifa Hurko. Miał on zostać zabity w eksplozji nitrogliceryny, której kilogram wyprodukował Mościcki w swoim mieszkaniu przy ul. Widok. Ustalono, że Mościcki i Michał Zieliński wtargną w mundurach rosyjskich oficerów na nabożeństwo w warszawskim soborze prawosławnym przy ul. Długiej i zdetonują ukryte pod mundurami ładunki wybuchowe. Mieli zginąć, a wraz z nimi liczni przedstawiciele rosyjskiej elity. Zamach jednak się nie udał, o przygotowaniach do niego dowiedziały się władze carskie. Mościcki uprzedzony o grożącym aresztowaniu na żądanie Zielińskiego na początku lipca 1892 r. opuścił wraz z żoną zabór rosyjski i przez Prusy Wschodnie, Berlin, Rotterdam i Hoek Van Holland dotarł do Londynu, gdzie nie znając języka angielskiego, imał się dorywczych prac. Zieliński mimo zagrożenia ze strony władz fanatycznie kontynuował próbę zamachu, został pojmany i zmarł, przegryzając ampułkę z cyjankiem w momencie, kiedy prowadzono go do policyjnego cyrkułu.
W Londynie kontynuował studia w Technical College w Finsbury i w Patent Library. Pracował również jako robotnik – początkowo rzeźbił w drewnie, później był pomocnikiem fryzjerskim (mimo fatalnej sytuacji materialnej rodziny, wzbudzał sensację wśród klientów, odmawiając z powodów honorowych przyjmowania napiwków). Dzięki finansowej pomocy matki udało mu się nabyć zakład, w którym produkował kefir. Przedsięwzięcie zakończyło się jednak niepowodzeniem. Później zajął się stolarką i inkrustowaniem mebli.

Podczas pobytu w Wielkiej Brytanii kontynuował działalność w ruchu socjalistycznym. Był członkiem sekcji londyńskiej Związku Zagranicznego Socjalistów Polskich. W 1895 i 1896 został wybrany do zarządu organizacji. Wszedł również w skład delegacji polskich socjalistów na Kongres II Międzynarodówki. Zajmował się także m.in. wydawaniem czasopisma „Przedświt”. W 1896 poznał Józefa Piłsudskiego. 

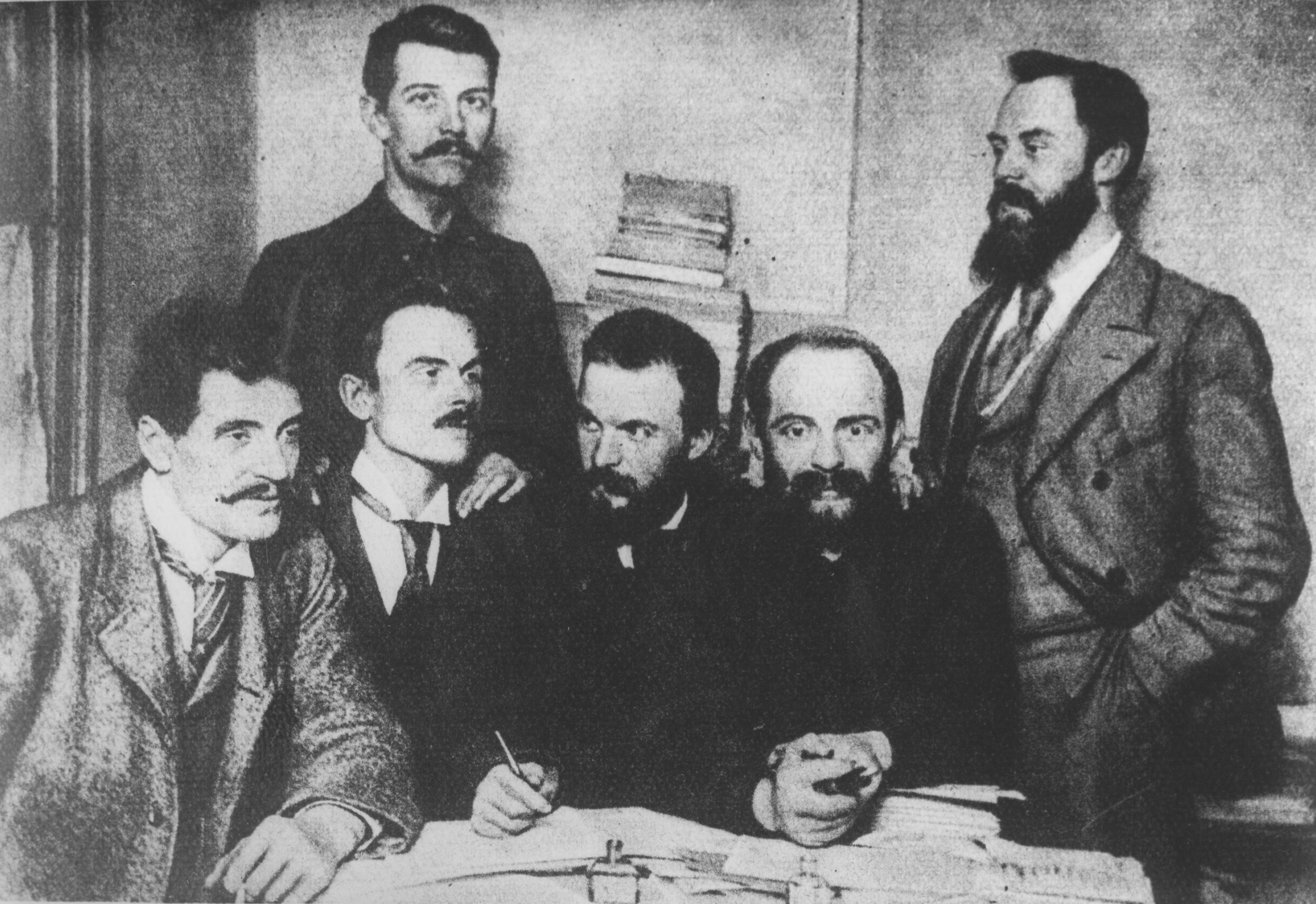
Delegaci PPS na kongres II Międzynarodówki. Londyn 1896. Siedzą od lewej: Ignacy Mościcki, Bolesław Jędrzejowski, Józef Piłsudski, Aleksander Dębski. Stoją: Bolesław Miklaszewski, Witold Jodko-Narkiewicz

W 1893 w Londynie Mościckiemu urodziła się córka, która jednak szybko zmarła na koklusz. Ignacy przypłacił ten fakt załamaniem nerwowym. W 1894 przyszedł na świat syn Michał, a w 1897 córka Helena (zm. 1962, pierwsza żona Tadeusza Zwisłockiego i druga żona Aleksandra Bobkowskiego).
W 1897 uniwersytet w Liège zaoferował mu pracę. Podobna propozycja wpłynęła w tym samym roku ze szwajcarskiego Uniwersytetu we Fryburgu. Względy bezpieczeństwa i znajomość języka niemieckiego zadecydowały o tym, że Mościcki zdecydował się wyjechać do Szwajcarii. Tam osiadł i rozpoczął karierę naukową.
19 lipca 1898 Mościckim urodził się syn Józef Wiktor (późniejszy dyplomata, zm. 1955), a 1 kwietnia 1899 – Franciszek Ludwik (zm. 1927). Wszyscy trzej synowie zostali oficerami rezerwy Wojska Polskiego, a Józef i Franciszek odznaczeni Krzyżem Walecznych.

### Kariera naukowa
19 października 1897 rozpoczął studia uzupełniające z zakresu fizyki i matematyki na Uniwersytecie we Fryburgu. W latach 1897–1901 był asystentem prof. Józefa Wierusz-Kowalskiego na tej uczelni, specjalizując się w elektrochemii. Później objął stanowisko kierownika technicznego w firmie Société de l’Acide Nitrique (przedsiębiorstwo zostało założone przez prof. Kowalskiego z kapitałem w większości znajdującym się w rękach polskich), które sfinansowało badania Mościckiego. Spółka otworzyła fabrykę kwasu azotowego, który produkowano autorską metodą Mościckiego za pomocą energii elektrycznej, wiążąc azot z powietrza. W tym czasie zapotrzebowanie na kwas azotowy było ogromne. Wiązało się to m.in. z wyczerpywaniem się złóż saletry chilijskiej, której używano do jego produkcji. Do wykorzystywania metody Mościckiego potrzebne były kondensatory wysokiego napięcia (50 kV). Nie były one wówczas produkowane, dlatego naukowiec musiał osobiście zająć się ich konstrukcją. Wkrótce sam zbudował szklany kondensator wysokonapięciowy i go opatentował. Wartość wynalazku oceniono na milion franków. Mościcki, kontynuując eksperymenty w kierunku pozyskiwania azotu, prowadził badania w zakresie elektryczności, w którym stał się światowym autorytetem. Do jego osiągnięć należało wynalezienie sposobu zabezpieczania sieci przewodów elektrycznych przed niszczącym działaniem wyładowań elektrycznych, które natychmiast zastosowano w całej Europie. Przedstawione przez niego na Kongresie Elektrotechników we Fryburgu widowisko, w trakcie którego wywoływał 100 sztucznych piorunów na sekundę zapisało się trwale w annałach elektryfikacji. 

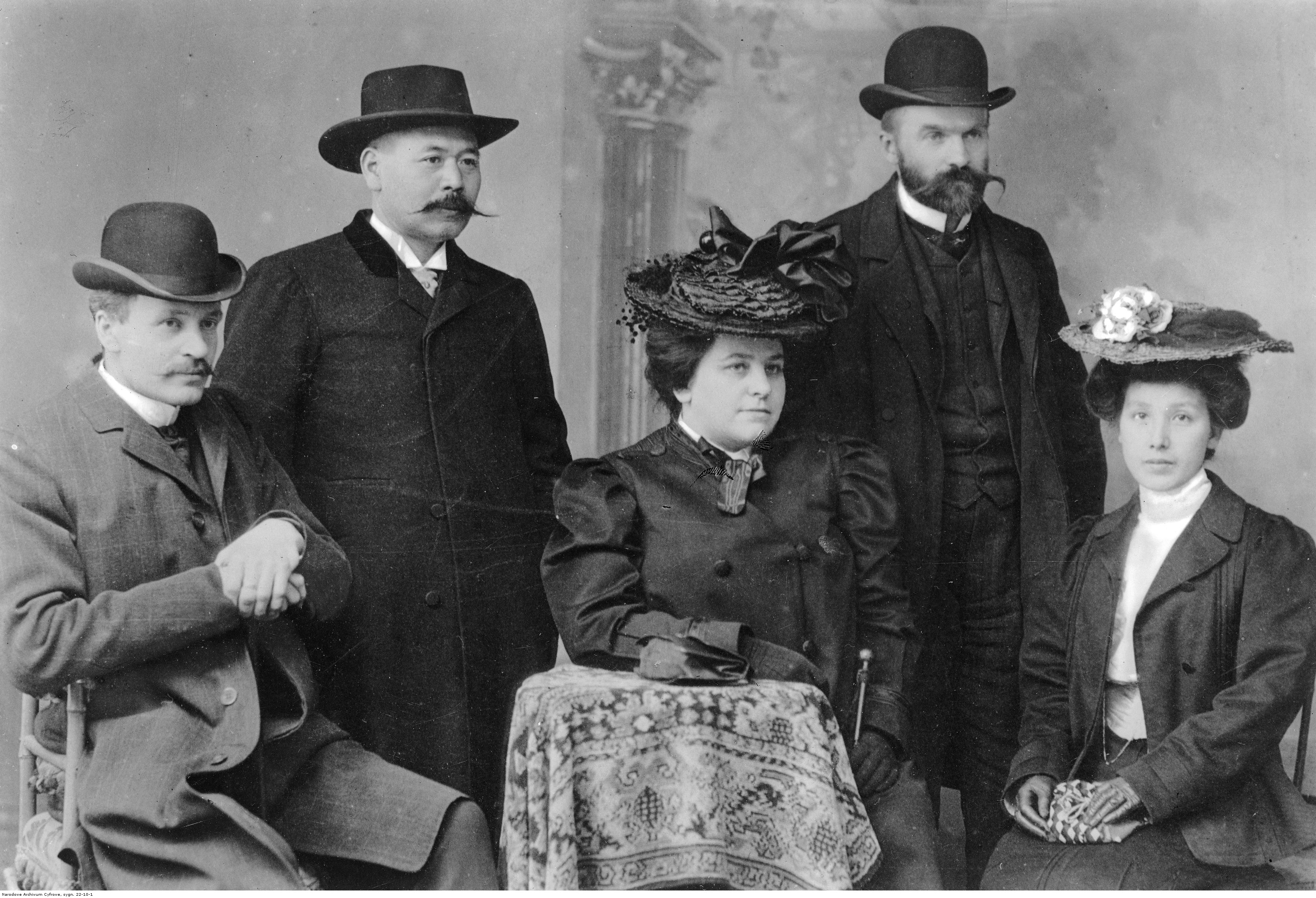
Ignacy Mościcki, NN przedstawiciel Japonii, Maria Piłsudska (siedzi w środku) i Józef Piłsudski, żona przedstawiciela Japonii. Berno 1904, przed wyjazdem Piłsudskiego do Japonii

W trakcie współzawodnictwa o rozwiązanie „problemu azotowego” okazało się jednak, że w Norwegii opracowano tańszą metodę produkcji kwasu azotowego niż ta autorstwa Mościckiego. Mościcki, uznawszy się za pokonanego, otwarcie oświadczył udziałowcom Société de l’Acide Nitrique, że nie jest uzasadnione budowanie fabryki kwasu azotowego według jego projektu. Aby zrekompensować udziałowcom poniesione nakłady, wspaniałomyślnie ofiarował spółce swoje patenty kondensatorowe o wartości wielokrotnie wyższej wobec kapitału założycielskiego wynoszącego 90 000 franków. Oferta ta została przyjęta z zadowoleniem przez zarząd, który nie poczuwał się ze swej strony do żadnych świadczeń względem darczyńcy. Boleśnie rozczarowany taką postawą Mościcki, nie mając innych przychodów ani rezerw, stracił środki do życia.

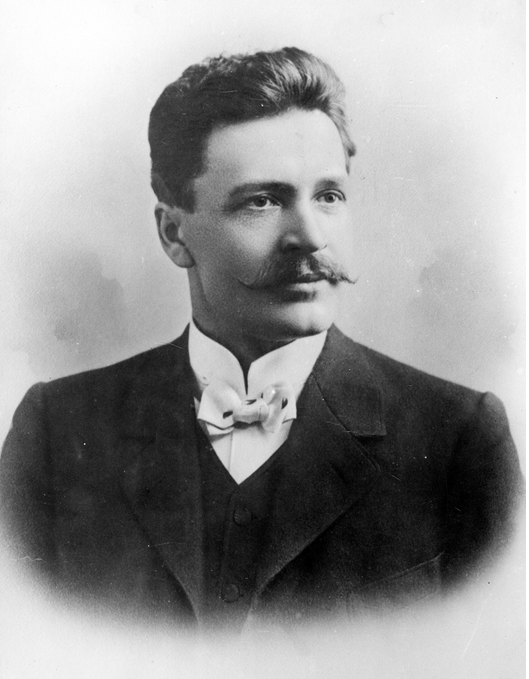
Ignacy Mościcki 1907

Mościcki zatrudnił się w innej spółce Société Générale des Condensateurs Electriques, gdzie opracował i wdrożył do produkcji wiele rodzajów kondensatorów i bezpieczników, które z uwagi na wysoką jakość były stosowane powszechnie i przez lata w całej Europie. W 1907 roku wykorzystano jego urządzenia w największej baterii kondensatorów (100 000 V) na świecie, zainstalowanej w urządzeniach nadawczych na wieży Eiffla.
Jednocześnie Mościcki kontynuował badania nad metodą pozyskania azotu z atmosfery, czego wynikiem było opracowanie wydajniejszej technologii reakcji tlenu i azotu w łuku elektrycznym z wykorzystaniem wirującego płomienia w polu magnetycznym. Znalazła ona uznanie Crookesa i Einsteina, który był wtedy ekspertem urzędu patentowego. Na wieść o jego sukcesie zarząd Société de l’Acide Nitrique zwrócił się z propozycją wznowienia współpracy, co zostało zaakceptowane przez wynalazcę. Zastrzegł sobie jednak wyłączność na decyzje w sprawie wykorzystania patentów na terenie Austro-Węgier i Rosji, wierząc w odzyskanie niepodległości przez Polskę. Wydaje się, że nie miał nadziei, by w możliwej do przewidzenia perspektywie czasowej ziemie zaboru pruskiego weszły w skład odrodzonego państwa polskiego. W 1908 roku duże szwajcarskie przedsiębiorstwo Aluminium Industrie A.G. Neuhausen rozpoczęło budowę fabryki kwasu azotowego w Chippis. Dwa lata później w zakładzie zaprojektowanym, wybudowanym i uruchomionym przez polskiego chemika wyprodukowano pierwszą cysternę kwasu azotowego.

Kwas ten sprzedawano nie tylko w Szwajcarii, lecz eksportowano go i do Niemiec. Fabrykowano w takich ilościach, że podczas wojny światowej zablokowane i pozbawione dowozu saletry państwa centralne nie odczuwały braku kwasu do wyrobu materiałów wybuchowych.

W czasie pracy nad kwasem azotowym Mościcki opracował technologię syntezy cyjanowodoru, wkrótce również wdrożoną do produkcji. Pozbawiony wszelkich zmartwień natury finansowej, zamieszkiwał wraz z żoną i czwórką dzieci w willi „Mont Blanc” u podnóża Alp, gdzie chętnie udzielał życzliwej gościny podróżującym polskim studentom. Gościł u niego również przy każdej bytności w Szwajcarii Józef Piłsudski, darzący go zażyłą rówieśniczą przyjaźnią.
W początkach 1912 roku odrzucił propozycję pracy w prywatnym laboratorium w Zurychu, lukratywną finansowo i z możliwością prowadzenia własnej pracy badawczej. Wiedziony tęsknotą za ojczyzną skorzystał z oferty Politechniki Lwowskiej. Środowisko naukowe przywitało słynnego wynalazcę bardzo życzliwie, problem braku stopni naukowych rozwiązano szybko: został mianowany profesorem zwyczajnym technologii chemii nieorganicznej i elektrochemii technicznej na Politechnice Lwowskiej. W tym samym roku uczelnia ta nadała mu tytuł doktora honoris causa za zasługi na polu nauki i przemysłu.
Wyjeżdżając ze Szwajcarii, Mościcki odkupił od Société de l’Acide Nitrique kilkanaście ton aparatury, które podarował lwowskiej uczelni w zamiarze pozostania tam do końca swojej działalności pedagogicznej. Był on uczonym-praktykiem, tworzącym w zaciszu laboratorium, okazał się niezwykłym antytalentem dydaktycznym. Po latach spędzonych na obczyźnie nie znał polskiej terminologii naukowej, miał kłopoty w wysławianiu się po polsku. Wykłady czytał z kartki, co skutkowało tym, że audytorium świeciło pustkami. Pewnego dnia wkroczył na salę wykładową w towarzystwie swojego asystenta, zastając tylko jednego studenta. Zawahał się przez chwilę, lecz wnet odzyskał pewność siebie, uśmiechnął się i powiada: „Jest nas łącznie trzech, a tres faciunt collegium. Wobec tego wykład może się odbyć. I Mościcki wygłosił wykład dla jednego studenta”.
Odniósł jednak sukces jako wychowawca i dydaktyk, wspierając pracę zespołową, dążąc do uchwycenia istoty problemu i zaproponowania całościowego rozwiązania. „Należał do kategorii uczonych-praktyków, wśród których obok Thomasa Edisona zajmował jedną z najwyższych lokat”. „Taki typ wytrawnego naukowca i badacza – z jednej strony znającego (...) dokładnie literaturę patentową, a z drugiej przepojonego zmysłem praktycznym – był wówczas wysoko ceniony i poszukiwany w uprzemysłowionych i cywilizowanych krajach Europy i Ameryki”.
W tym czasie zajmował się projektowaniem aparatury chemicznej, pracował nad metodami otrzymywania kwasu azotowego, cyjanków, produktów naftowych. Efektem tych prac były kolejne patenty (m.in. na oddzielanie ropy naftowej od wody), które wkrótce uczyniły z Mościckiego człowieka stosunkowo zamożnego. Był także doradcą technicznym firm „Gazolina” i „Gaz ziemny”.
Zaprojektował zakład kwasu azotowego w Miluzie i fabrykę żelazocyjanków w Borach pod Jaworznem, wytwórnię chloroformu w majątku Siutiska nad Bohem i kwasu azotowego w Jaworznie. Wskutek wybuchu I wojny światowej udało się zrealizować tylko ostatnią z tych inwestycji.
W 1915 roku został dziekanem Wydziału Chemicznego Politechniki Lwowskiej. 30 października 1916 r. zarejestrowano spółkę z wyłącznie polskim kapitałem „Instytut Badań Naukowych i Technicznych – Metan”, którą kierował Mościcki wraz z dr Kazimierzem Klingiem z Uniwersytetu Lwowskiego. Przedsiębiorstwo za sprawą sprzedaży technologii okazało się zyskowne, utworzono przy nim fundusz stypendialny dla młodych inżynierów. Wydawano poważny naukowy miesięcznik chemiczny „Metan”, następnie przemianowany na „Przemysł Chemiczny”. W Instytucie Mościcki opracował i opatentował (zyski zasiliły budżet Instytutu) metodę wykorzystania emulsji ropnej, dotąd bezużytecznej i szkodliwej dla środowiska. W latach 1919–1920 profesor zarejestrował 6 patentów z zakresu destylacji i frakcjonowania ropy w procesie ciągłym, zaprojektowana przez niego instalacja destylacji ropy w Jedliczu okazała się tak wydajna, że zaczęto jej powszechnie używać w Stanach Zjednoczonych, w Polsce zabrakło na to funduszy. Opracował też metody uzyskiwania gazoliny z gazu ziemnego, opatentował sposób chlorowania metanu, rozwiązał problem wykorzystania zalegającego na hałdach w Borysławiu wosku ziemnego.
W 1917 kierował zebraniem konspiracyjnej Ligi Niezawisłości Polski, której celem była konsolidacja partii i organizacji niepodległościowych. Jego żona była jedną ze współzałożycielek koła Ligi Kobiet we Lwowie, a obaj synowie zaciągnęli się do Legionów Polskich. Gdy Ignacy Mościcki pod koniec 1919 wybierał się do Szwajcarii, otrzymał od ówczesnego ministra robót publicznych zadanie, polegające na przekonaniu Gabriela Narutowicza, pracującego wówczas na politechnice w Zurychu, do powrotu do kraju.
W tym czasie Mościcki podkreślał wagę złej sytuacji przemysłu chemicznego w Polsce, postulując oparcie tej gałęzi gospodarki państwa polskiego na surowcach krajowych, co miało ją uniezależnić od zagranicznych koncernów. Opowiadał się także za własnością państwową zakładów chemicznych oraz budową zaplecza technologicznego skoncentrowanego w jednym ośrodku badawczym. Te propozycje nie zostały podjęte przez władze państwowe, dlatego Mościcki zdecydował się je zrealizować przy pomocy środków społecznych. Z jego inicjatywy 22 marca 1922 udziałowcy spółki „Metan” przekazali jej majątek na rzecz nowo powołanego Chemicznego Instytutu Badawczego. Ignacy Mościcki kierował Instytutem od 1922 do 1926. Budowę siedziby instytutu na warszawskim Żoliborzu rozpoczęto w sierpniu 1925 (instytut otworzył 14 stycznia 1928 Ignacy Mościcki, już jako prezydent Polski).

Po odzyskaniu niepodległości i objęciu przez Polskę części Górnego Śląska w lipcu 1922 został mianowany dyrektorem Państwowej Fabryki Związków Azotowych w Chorzowie (Stickstoffwerke/Azoty) opuszczonej przez niemiecki wykwalifikowany personel inżynierów i majstrów. Przedsiębiorstwo było pozbawione wszelkiej dokumentacji technicznej i splądrowane. Mimo opinii wykluczających rozruch bez niemieckiej współpracy i aktów sabotażu, zakłady zostały w ciągu dwóch tygodni wstępnie uruchomione, a po kilku miesiącach wprowadzania udoskonaleń Mościckiego, produkcja azotniaku i karbidu została wielokrotnie powiększona (np. azotniaku z 70 do 170 tys. ton rocznie) i rozszerzona o amoniak, kwas azotowy, azotan amonu, saletrzak i nitrofos – co całkowicie uniezależniło Polskę w tym zakresie od importu. Opisał to m.in. Melchior Wańkowicz, w książce Sztafeta – książka o polskim pochodzie gospodarczym (1939). W 1923 mianował dyrektorem technicznym i szefem działu ekonomicznego Państwowej Fabryki Związków Azotowych w Chorzowie Eugeniusza Kwiatkowskiego, późniejszego wicepremiera, ministra skarbu, przemysłu i handlu II Rzeczypospolitej.

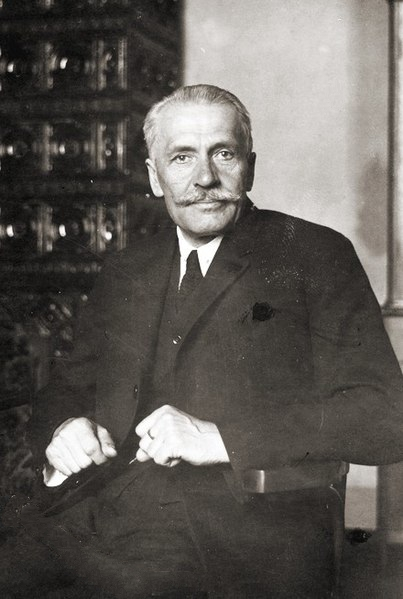
Ignacy Mościcki, profesor i rektor Politechniki Lwowskiej (1925)

W lipcu 1925 został wybrany na stanowisko rektora Politechniki Lwowskiej na rok akademicki 1925/1926. Przyjął ten wybór, ale nie podjął obowiązków z tego wynikających, gdyż jesienią 1925 objął Katedrę Elektrochemii Technicznej Politechniki Warszawskiej. Od stycznia 1926 jego asystentem był inż. Jakub Zaleski.
Był budowniczym w latach 1928–1930 Państwowych Zakładów Związków Azotowych w Tarnowie. Fabrykę z 53 budynkami wybudowano kosztem 100 mln zł osiągając znacznie większą produkcję niż w Chorzowie. Dzielnicę, gdzie zbudowano tę fabrykę, na jego cześć nazwano Mościcami.
Był autorem ponad 60 prac naukowych i ponad 40 patentów polskich i zagranicznych (po wyborze na prezydenta RP użytkowanie prawa do swych patentów nieodpłatnie przekazał państwu polskiemu).
W latach 20. był prezesem zarządu lwowskiego Polskiego Towarzystwa Chemicznego. Był członkiem czynnym Akademii Nauk Technicznych w Warszawie i Towarzystwa Naukowego we Lwowie. Członek Polskiej Akademii Umiejętności i Towarzystwa Naukowego Warszawskiego, członek honorowy Polskiego Towarzystwa Chemicznego. Doktor honoris causa 17 uczelni, m.in. Politechniki Lwowskiej, Politechniki Warszawskiej (dwukrotnie), Sorbony, Uniwersytetu Warszawskiego, Uniwersytetu Wileńskiego, uniwersytetów w Dorpacie i Fryburgu; profesor honorowy obu polskich politechnik.

### Prezydent RP

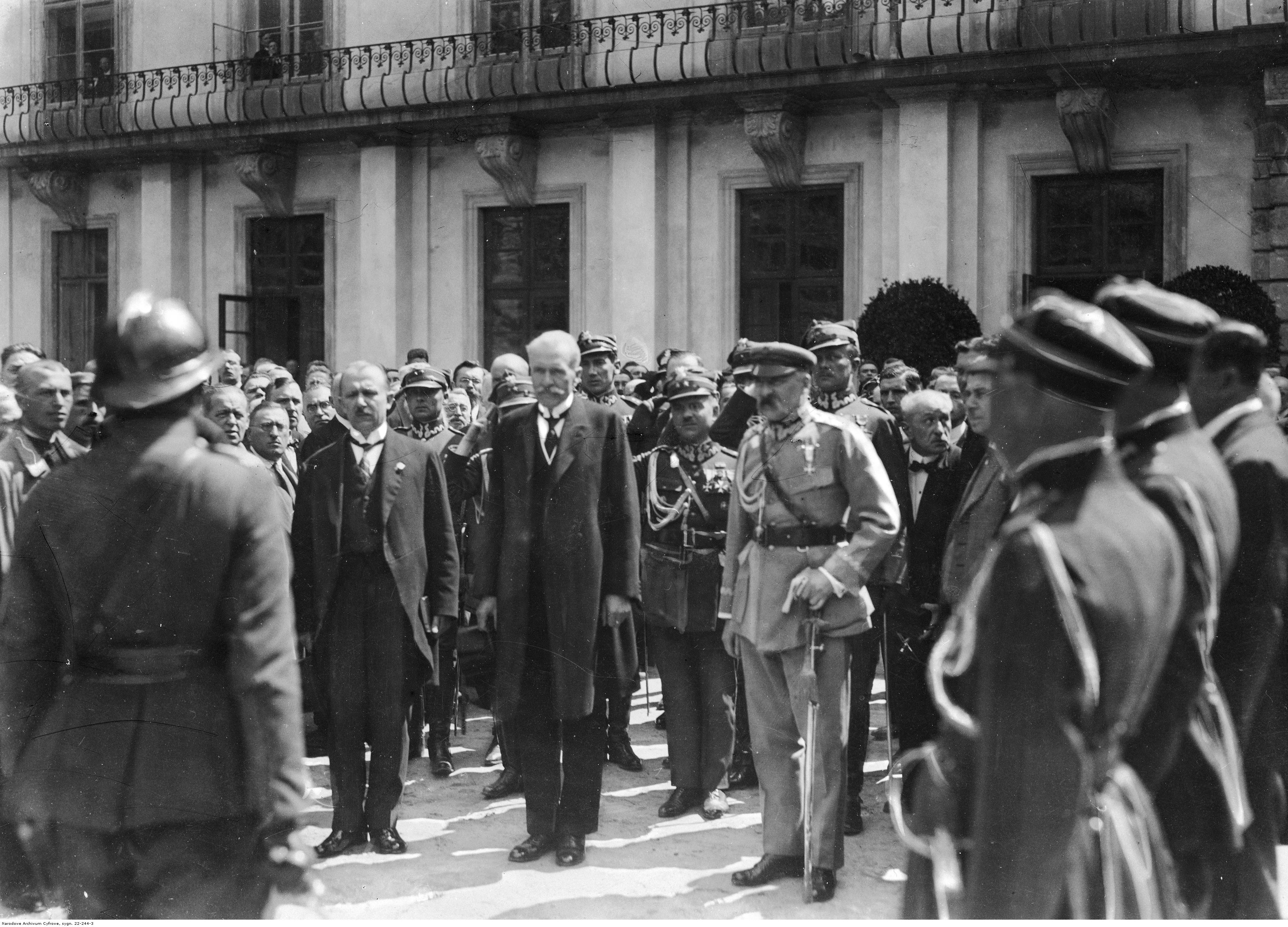
Fragment uroczystości zaprzysiężenia na Zamku Królewskim. Obok prezydenta stoją Józef Piłsudski i Kazimierz Bartel. Warszawa, 4 czerwca 1926

Po przewrocie majowym Józef Piłsudski poszukiwał osoby, która zechciałaby objąć urząd prezydenta Polski. Sam marszałek nie chciał nim zostać, ponieważ jego zdaniem konstytucja marcowa dawała głowie państwa zbyt skromne uprawnienia. 31 maja 1926 Zgromadzenie Narodowe wybrało Piłsudskiego na prezydenta. Otrzymał on 292 głosy, a jego endecki kontrkandydat, Adolf Rafał Bniński – 193. Marszałek jednak wyboru nie przyjął. 

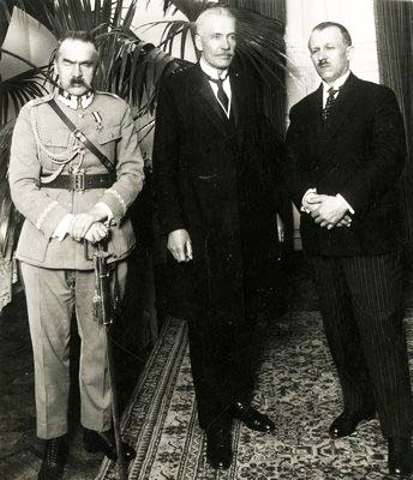
Józef Piłsudski, Mościcki i Kazimierz Bartel, po zaprzysiężeniu prezydenta (4 czerwca 1926)

Jak podaje Andrzej Garlicki, Piłsudski planował, aby stanowisko prezydenta RP powierzyć Zdzisławowi Lubomirskiemu, Marianowi Zdziechowskiemu lub Arturowi Śliwińskiemu. Zwolennik Piłsudskiego, premier Kazimierz Bartel zaproponował, aby siły sanacyjne wysunęły kandydaturę naukowca Mościckiego, którego znał ze wspólnej pracy na uczelni. Marszałek miał na to zareagować słowami: Ignaś? A to bardzo dobra myśl. Kandydaturę Mościckiego poparł także marszałek Sejmu, Maciej Rataj.
Mościcki miał być kandydatem pozornie niezależnym i apolitycznym. Był jednak oddanym zwolennikiem Piłsudskiego, którego znał jeszcze z działalności w ruchu socjalistycznym. Jak sam opisywał:

Wiadomość o wyborze Piłsudskiego na prezydenta zastała mnie w Warszawie i cieszyłem się z tego wespół z innymi piłsudczykami. Jednak tego samego dnia, około północy, gdy udałem się na spoczynek, otrzymałem nagle z niemałym przerażeniem wiadomość telefoniczną od premiera Bartla, że Piłsudski wyboru nie przyjął, a mnie zaproponował jako swego kandydata. Nocy tej oczu nie zmrużyłem, zestawiając swój bilans życiowy. Czułem, że zakreślona konstytucją marcową rola prezydenta nie zdoła mi dać żadnego zadowolenia. Uważałem się przy tym za najmniej powołanego do zajmowania stanowiska związanego głównie z reprezentacją. Ja, którego życie całe było pełne wydarzeń i niezwykle czynne, który od blisko 30 lat z wielką energią i dużym powodzeniem oddawałem się pracy naukowo twórczej, miałem nagle z tym wszystkim zerwać. Nazajutrz rano, po koszmarnej nocy, opanowałem się już zupełnie; byłem przygotowany na wszystko, a przyjęcie wyboru w tych warunkach uważałem za obowiązek wobec narodu. Wiedziałem, że nie tylko nie będę przeszkadzał w pracy Piłsudskiemu, ale przeciwnie, będę się starał być mu możliwie pomocnym.

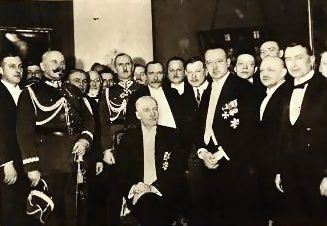
Uroczyste obchody X-lecia Rady Miejskiej Warszawy. W środku prezydent RP, Ignacy Mościcki

W pierwszym głosowaniu otrzymał on 215 głosów członków Zgromadzenia Narodowego, Bniński – 211, a socjalista, poseł Zygmunt Marek – 56. 1 czerwca, w drugim głosowaniu, Mościcki dostał 281 głosów, podczas gdy Bnińskiego poparło 200 członków Zgromadzenia Narodowego. Tym samym szerzej nieznany ogółowi naukowiec został trzecim, po Gabrielu Narutowiczu i Stanisławie Wojciechowskim Prezydentem Rzeczypospolitej Polskiej. Został zaprzysiężony 4 czerwca 1926. Zamieszkał wraz z rodziną na Zamku Królewskim w Warszawie.

Za życia Józefa Piłsudskiego Ignacy Mościcki jako prezydent pełnił funkcje przede wszystkim reprezentacyjne i honorowe. Pomimo zwiększenia uprawnień głowy państwa przez tzw. nowelę sierpniową, ośrodkiem decyzyjnym był marszałek. Sam prezydent skupił się przede wszystkim na patronowaniu rozwojowi gospodarczemu kraju. Zakres jego obowiązków opisywał Andrzej Chojnowski: 

Przyjmował polskich i zagranicznych dyplomatów, a także delegacje rozmaitych organizacji, rozpatrywał skargi i podania obywateli, patronował (…) różnym przedsięwzięciom społecznym, gospodarczym i artystycznym, wysłuchiwał raportów urzędników swej cywilnej i wojskowej kancelarii. Wiele podróżował po kraju, odwiedzając budujące się zakłady przemysłowe, miejsca pamiątek narodowych i obiekty kultu religijnego, konferował z ekonomistami i inżynierami, odwiedzał wiejskie zabudowania i ziemiańskie posiadłości (bywał honorowym gospodarzem dożynek, odsłaniał pomniki i otwierał wystawy).

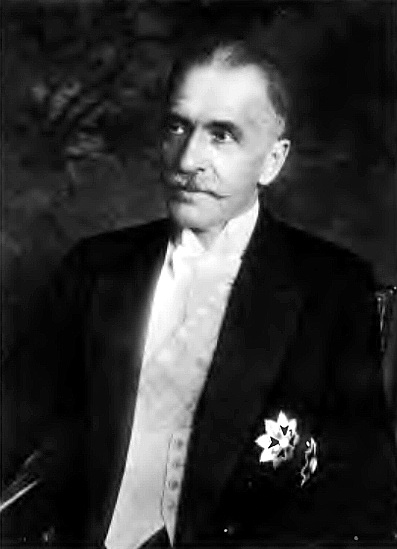
Ignacy Mościcki

Pomimo tego sam Piłsudski odnosił się do Mościckiego z ostentacyjnym szacunkiem, przestrzegając ściśle określonych norm protokolarnych, honorujących głowę państwa (m.in. jego publicznemu pojawieniu się towarzyszyło odgrywanie hymnu narodowego, na różnych uroczystościach krzesło Mościckiego wysunięte było zawsze do przodu). Marszałek sprawował realną władzę w państwie, ale próbował zwiększyć prestiż urzędu prezydenta RP, jednocześnie dążąc do skompromitowania parlamentu. Pomimo tego Mościcki postrzegany był jako osoba sterowana przez Piłsudskiego – przez przeciwników sanacji nazywany był „lokajem Piłsudskiego”, a np. premier Bartel znany był z cytowania ludowej piosenki o słowach: „Tyle znacy co Ignacy, a Ignacy g… znacy”, w odniesieniu do roli Mościckiego w polityce. Z kolei Adam Ciołkosz na wiecu w Tarnowie 4 marca 1929 miał powiedzieć, że w Warszawie krąży powiedzenie, iż „prezydenci RP nie mają szczęścia, ponieważ jednego zastrzelono jak psa, drugiego wypędzono jak psa, trzeci słucha jak pies”.

Do 1935 Ignacy Mościcki skupiał swe zainteresowania przede wszystkim na przemyśle i gospodarce państwa polskiego, zatwierdzając wszystkie decyzje marszałka Piłsudskiego – np. o rozwiązaniu parlamentu, odroczeniu lub zamknięciu jego sesji, przyjęciu dymisji gabinetu lub desygnowaniu na stanowisko szefa rządu konkretnej osoby (formalnie uprawnienia te należały do prezydenta, jednak decyzje o tych posunięciach podejmował sam Piłsudski). W tym czasie Mościcki nie był politykiem. Jak pisał Janusz Jędrzejewicz: 

zawsze ujmował [on] rozsądnie doraźne zagadnienia mechaniki życiowej, nigdy zaś nie potrafiłem go zainteresować żadnymi szerszymi perspektywami politycznymi, ustrojowymi lub światopoglądowymi. Ogólny jego horyzont uformował się wyraźnie pod wpływem schematów myślowych pozytywizmu i żadnych cech osobistych przemyśleń ani bardziej oryginalnych podejść nie wykazywał.

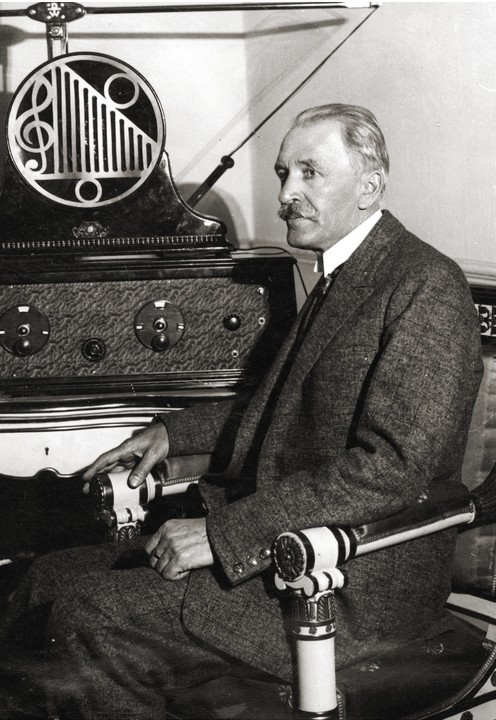
Ignacy Mościcki (1934)

Pomimo zdecydowanej dominacji na polskiej scenie politycznej Józefa Piłsudskiego i grupy jego najbliższych współpracowników, już w 1929 zaczęła się tworzyć grupa polityków, która wiązała nadzieje z osobą Ignacego Mościckiego, w którym widziała przywódcę po śmierci marszałka. W czerwcu tego roku o konieczności zgromadzenia zwolenników wokół głowy państwa poinformował prezydenta Wojciech Świętosławski. W późniejszych latach w skład grupy współpracowników Mościckiego weszli także: Eugeniusz Kwiatkowski, Juliusz Poniatowski, Stefan Ossowski, Henryk Gruber, Juliusz Ulrych i Emil Kaliński. W kolejnych rządach sanacyjnych, w których zasiadali, postrzegani byli jako protegowani Mościckiego. W 1930 rozpoczęły się szczególnie mocne ataki opozycji na osobę Mościckiego. Członkowie tzw. Centrolewu ostatecznie przekonali się o tym, że prezydent nie sprzeciwi się żadnym działaniom Piłsudskiego. W rezolucji kongresu organizacji z 29 czerwca 1930 r. znalazły się m.in. słowa: 

Oświadczamy wreszcie, że skoro prezydent Rzeczypospolitej, nie pomny swej przysięgi, stanął otwarcie po stronie dyktatury rządzącej Polską wbrew woli kraju i zezwala rządowi pana Sławka na nadużywanie uprawnień konstytucyjnych głowy państwa dla bieżących celów politycznych rządu – przeto Ignacy Mościcki winien ze stanowiska prezydenta ustąpić.

W odpowiedzi na te ataki obóz rządzący starał się lansować popularność osoby Mościckiego – równolegle do rozwoju kultu marszałka Piłsudskiego. Np. 1 lutego 1930 obchodzone były uroczyście imieniny Mościckiego i z tej okazji publikowane były artykuły, w których wychwalano dokonania prezydenta, a także panegiryczne wiersze jak np. wiersz Janiny Królińskiej Uśmiech Pana Prezydenta.

18 sierpnia 1932 zmarła na serce pierwsza żona Mościckiego – Michalina. Rok po tym wydarzeniu prezydent ożenił się ponownie – jego wybranką została jego była sekretarka, Maria Nagórna z Dobrzańskich (w przypadku pierwszego małżeństwa, Kościół katolicki stwierdził nieważność). 

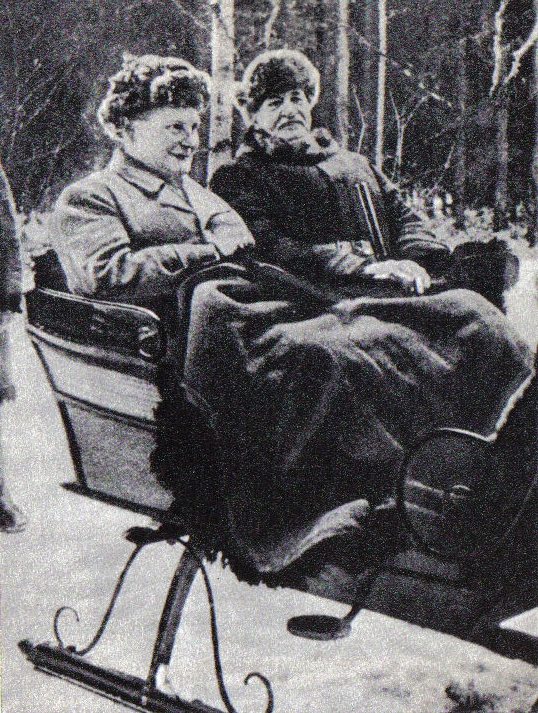
Mościcki z Hermannem Göringiem na wspólnym polowaniu (1937)

W 1933 upływała kadencja Mościckiego na stanowisku prezydenta Polski. Posiedzenie Zgromadzenia Narodowego, które miało wybrać kolejnego prezydenta, wypadało 1 czerwca tego roku. Piłsudski zdecydował jednak, że odbędzie się ono o miesiąc wcześniej. Marszałek początkowo nie wyrażał swej opinii na temat tego, kto powinien zostać prezydentem. Przypuszczano, iż na to stanowisko przewidywał Walerego Sławka lub sam zdecyduje się kandydować, zwłaszcza ze względu na trwające prace nad nową konstytucją. Ostatecznie jednak Piłsudski poparł Mościckiego, który został ponownie wybrany na stanowisko prezydenta RP 8 maja 1933. Posiedzenie Zgromadzenia Narodowego zbojkotowały Stronnictwo Narodowe, Polskie Stronnictwo Chrześcijańskiej Demokracji, Narodowa Partia Robotnicza, Stronnictwo Ludowe i słowiańskie mniejszości narodowe. Mościcki otrzymał 332 głosy (na 343 parlamentarzystów biorących udział w posiedzeniu Zgromadzenia).
Ponowny wybór umocnił pozycję Mościckiego w obozie sanacyjnym. Od tego czasu zaangażował się mocniej w bieżącą politykę – wpłynął m.in. na powołanie Janusza Jędrzejewicza na stanowisko szefa gabinetu w maju 1933, dymisję rządu Leona Kozłowskiego, a w skład Rady Ministrów zaczęli wchodzić ludzie kojarzeni z Mościckim – Emil Kaliński, Juliusz Poniatowski i Marian Zyndram-Kościałkowski.
W 1934 (podczas tzw. wielkiego kryzysu) Mościcki zaproponował wprowadzenie do obiegu tzw. pieniądza wewnętrznego, który według zamysłów prezydenta miał zwiększyć siłę nabywczą ludności, bez wywoływania dewaluacji złotówki. Ekonomiści, którym przedstawiono plany prezydenta, orzekli, iż projekt ten był wyjątkowo nietrafionym pomysłem. Został on także odrzucony przez ówczesnego premiera Janusza Jędrzejewicza i ministra skarbu Władysława Mariana Zawadzkiego, ale w taki sposób, aby prezydent nie poczuł się urażony.

#### Po śmierci Józefa Piłsudskiego

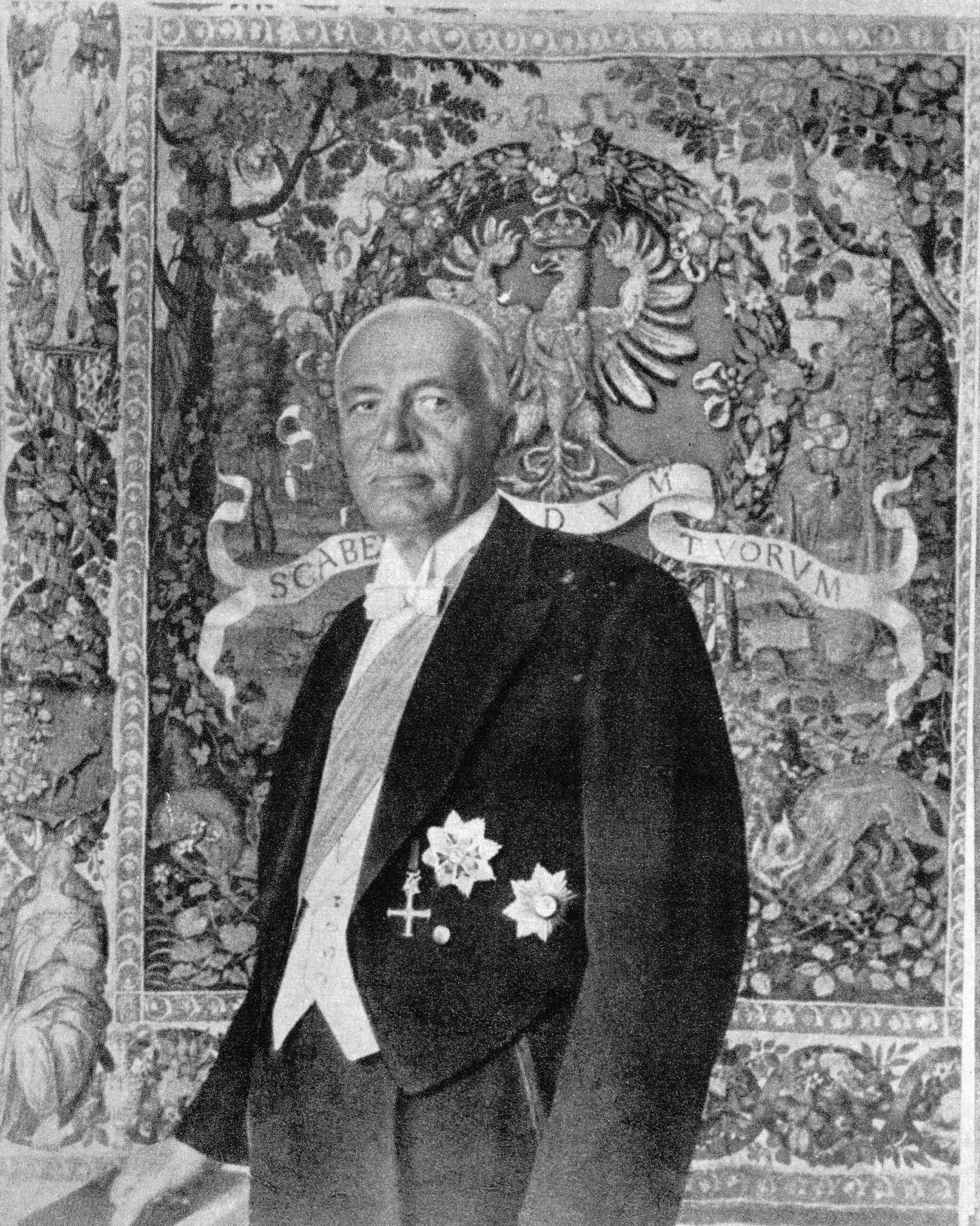
Ignacy Mościcki (1938)

W kwietniu 1935 weszła w życie konstytucja kwietniowa, która nadawała prezydentowi Polski niezwykle szerokie uprawnienia. 12 maja zmarł Józef Piłsudski. Pośród jego byłych współpracowników rozpoczęła się rywalizacja o władzę. Dla Mościckiego problemem pozostawał fakt, iż został zaprzysiężony na stanowisku prezydenta w oparciu o artykuły konstytucji marcowej. Domniemywano, że po wejściu w życie nowej ustawy zasadniczej powinien złożyć rezygnację. Ponadto na stanowisko głowy państwa przewidywany był przez Piłsudskiego najprawdopodobniej Walery Sławek – jeden z głównych autorów założeń konstytucji kwietniowej. Sławek uważał, że zgodnie z wolą marszałka po jego śmierci Mościcki powinien zrezygnować z urzędu głowy państwa i namaścić go na swego następcę. Tak się jednak nie stało – prezydent odpowiedział na żądanie Sławka, że Marszałek sugerował mu rezygnację jedynie wówczas, gdy poczuje się zmęczony pełnioną godnością. Mościcki posiadał także ekspertyzy przygotowane przez profesorów prawa, które stwierdzały, iż nie musi on podawać się do dymisji. W jednym z wywiadów prasowych, udzielonym 7 lipca 1935 dziennikarzowi Konradowi Wrzosowi, nazwał się najstarszym piłsudczykiem. Nie odpowiedział wprost, czy ma zamiar zrezygnować ze stanowiska, stwierdzając jedynie, że zawsze robi to, co jest potrzebne państwu.

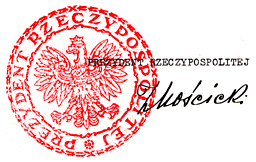
Podpis i pieczęć prezydenta RP Ignacego Mościckiego

Kolejnym posunięciem Mościckiego było potajemne zawarcie nieformalnego porozumienia z gen. Edwardem Rydzem-Śmigłym (z którym również rywalizował o schedę po Piłsudskim), którego celem było wykluczenie Sławka z obozu rządzącego. Mościcki mianował go na stanowisko Generalnego Inspektora Sił Zbrojnych tuż po śmierci Piłsudskiego, licząc na to, że nie będzie on osobą aktywną politycznie.

W tym czasie Mościcki był bardzo zaniepokojony sytuacją gospodarczą państwa, na którą uwagi raczej nie zwracał Sławek. Po odsunięciu od władzy grupy skupionej wokół byłego premiera, powołał na to stanowisko Mariana Zyndrama-Kościałkowskiego. W jego gabinecie znalazł się także inny protegowany prezydenta, wicepremier Eugeniusz Kwiatkowski, z którym Mościcki wiązał spore nadzieje, licząc na poprawę sytuacji ekonomicznej kraju. Jak pisał Andrzej Ajnenkiel: 

Można powiedzieć (…) że był to rząd nie Kościałkowskiego, a faktycznie Mościckiego-Kwiatkowskiego. Prezydent przeszedł do porządku dziennego nad postanowieniami konstytucji, która do jego prerogatyw zaliczała wyłącznie nominacje premiera. Ten z kolei zobowiązany był przedstawić prezydentowi własnych kandydatów do obsady poszczególnych tek. Sposób mianowania gabinetu naruszał zasadę konstytucji, że prezydent miał być arbitrem stojącym ponad rządem i innymi organami państwowymi.

Skład kolejnego gabinetu, w którym premierem został Felicjan Sławoj Składkowski, został ustalony wspólnie przez Mościckiego i Rydza-Śmigłego. Niemal każdy z ministrów w nim zasiadających związanych był z „Zamkiem” (współpracownicy prezydenta: Kwiatkowski, Poniatowski, Świętosławski, Kaliński i Kościałkowski) lub „GISZ-em” (tzw. „ministrowie Rydza”: Składkowski, gen. Tadeusz Kasprzycki, Witold Grabowski). Kolejnym wyrazem kompromisu pomiędzy prezydentem a Generalnym Inspektorem Sił Zbrojnych był okólnik wydany przez Składkowskiego 13 lipca 1936, w którym w osobie Rydza-Śmigłego wskazywano „pierwszą w Polsce osobę po Panu Prezydencie Rzeczypospolitej”. To posunięcie oznaczało złamanie zasad wprowadzonych przez konstytucję kwietniową. Jak pisał Stanisław Mackiewicz, Mościcki rozumiał, że 

są koła, które chcą go usunąć na rzecz Rydza, rozumiał, że jest niepopularny i niepoważany, a że Rydz jest popularny, zamiast więc usuwać się, dawał Rydzowi miejsce koło siebie, żądał dla niego posłuszeństwa od ministrów, dawał mu buławę i wszystko, czego Rydz chciał. Ponieważ bez zrzeczenia się prezydentury nie mógł zadowolić ambicji Rydza w ramach konstytucji, więc aby Rydza zadowolić, konstytucję tę złamał.

 10 listopada 1936 Ignacy Mościcki mianował Edwarda Rydza-Śmigłego marszałkiem Polski, wręczając mu buławę. Wydarzenie to (nazywane pejoratywnie buławizacją), spotkało się z niechętnym przyjęciem części (zwłaszcza starszych) piłsudczyków.
13 września 1938 prezydent Mościcki rozwiązał Sejm i Senat IV kadencji oraz zarządził wybory parlamentarne na dzień 6 listopada 1938.
Rydz-Śmigły i Mościcki ustalili także, że ten pierwszy będzie kandydatem na urząd prezydenta po upłynięciu kolejnej kadencji tego drugiego w 1940. Na początku 1939 Mościcki ciężko zachorował. W związku z tym pojawił się pomysł, aby przyspieszyć wybory. Prezydent jednak stosunkowo szybko wrócił do zdrowia i plany te porzucono.
Latem 1939, w obliczu rosnącego zagrożenia niemieckim atakiem, Mościcki odrzucił propozycję utworzenia rządu obrony narodowej, w skład którego, poza przedstawicielami obozu rządzącego, mieliby wejść także reprezentanci opozycji. Podobnego zdania był Rydz-Śmigły.

#### Wojna i emigracja

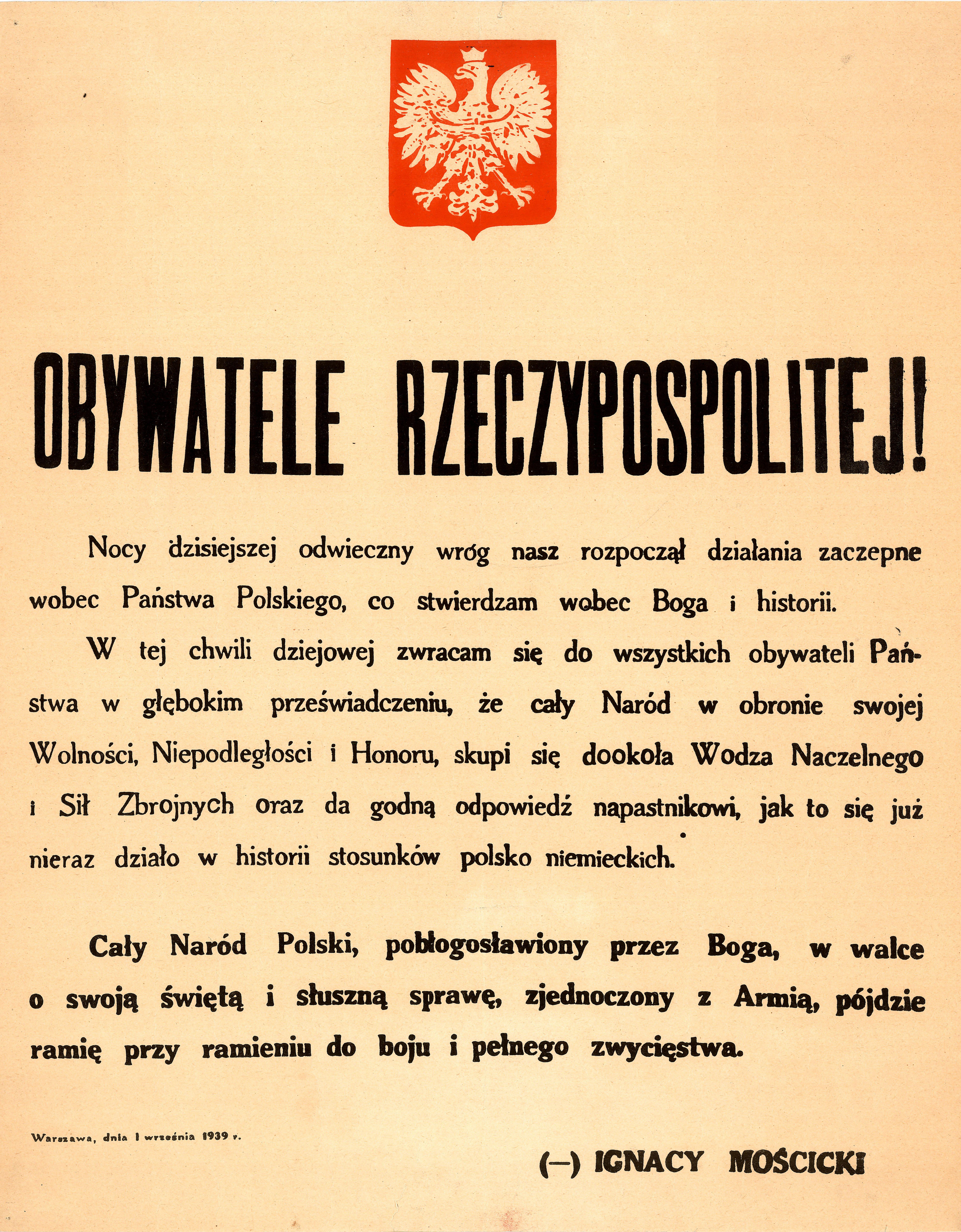
Odezwa prezydenta Mościckiego z 1 września 1939

Po rozpoczęciu wojny (która zastała prezydenta w Spale) 1 września 1939 Ignacy Mościcki wydał odezwę, w której stwierdzał: 

Obywatele Rzeczypospolitej! Nocy dzisiejszej odwieczny wróg nasz rozpoczął działania zaczepne wobec Państwa Polskiego, co stwierdzam wobec Boga i historii. W tej chwili dziejowej zwracam się do wszystkich obywateli państwa w głębokim przeświadczeniu, że cały naród w obronie swojej wolności, niepodległości i honoru skupi się dookoła Wodza Naczelnego i Sił Zbrojnych oraz da godną odpowiedź napastnikowi, jak to się już nieraz działo w historii stosunków polsko-niemieckich. Cały naród polski, błogosławiony przez Boga, w walce o swoją świętą i słuszną sprawę, zjednoczony z armią, pójdzie ramię przy ramieniu do boju i pełnego zwycięstwa.

Ze względu na zagrożenie bombardowaniem Zamku Królewskiego prezydent został przewieziony ze Spały do podwarszawskiej miejscowości Błota. Zgodnie z art. 13 konstytucji kwietniowej Mościcki wyznaczył swego następcę na stanowisku prezydenta RP – został nim Rydz-Śmigły. Ze względu na szybkie postępy wojsk niemieckich głowa państwa została zmuszona 8 września do wyjazdu do Ołyki na Wołyniu (tam zamieszkał w pałacu Radziwiłłów herbu Trąby). Następnie 14 września prezydent przeniósł swą siedzibę do dworu ormiańskiej rodziny Krzysztofowiczów w Załuczu nad Czeremoszem (ówczesne województwo stanisławowskie). Gdy 17 września do prezydenta i rządu dotarła informacja o agresji ZSRR na Polskę i natarciu jednostek pancernych Armii Czerwonej na teren przedmościa rumuńskiego, co zagrażało bezpośrednio znajdującym się tam władzom Rzeczypospolitej, podczas narady z udziałem Mościckiego, Rydza-Śmigłego, ministra spraw zagranicznych Józefa Becka i premiera Składkowskiego w Kutach zadecydowano o konieczności przekroczenia granicy ze sprzymierzoną Rumunią. Prezydent wydał odezwę, w której stwierdzał: 

Z przejściowego potopu ochronić musimy uosobienie Rzeczypospolitej i źródło konstytucyjnej władzy. Dlatego, choć z ciężkim sercem postanowiłem przenieść siedzibę Prezydenta i Naczelnych Organów Państwa na terytorium jednego z naszych sojuszników. Stamtąd w warunkach zapewniających im pełną suwerenność stać oni będą na straży interesów Rzeczypospolitej i nadal prowadzić wojnę z naszymi sprzymierzeńcami.

 Mościcki przekroczył most graniczny na Czeremoszu 17 września 1939 o godzinie 21:45.

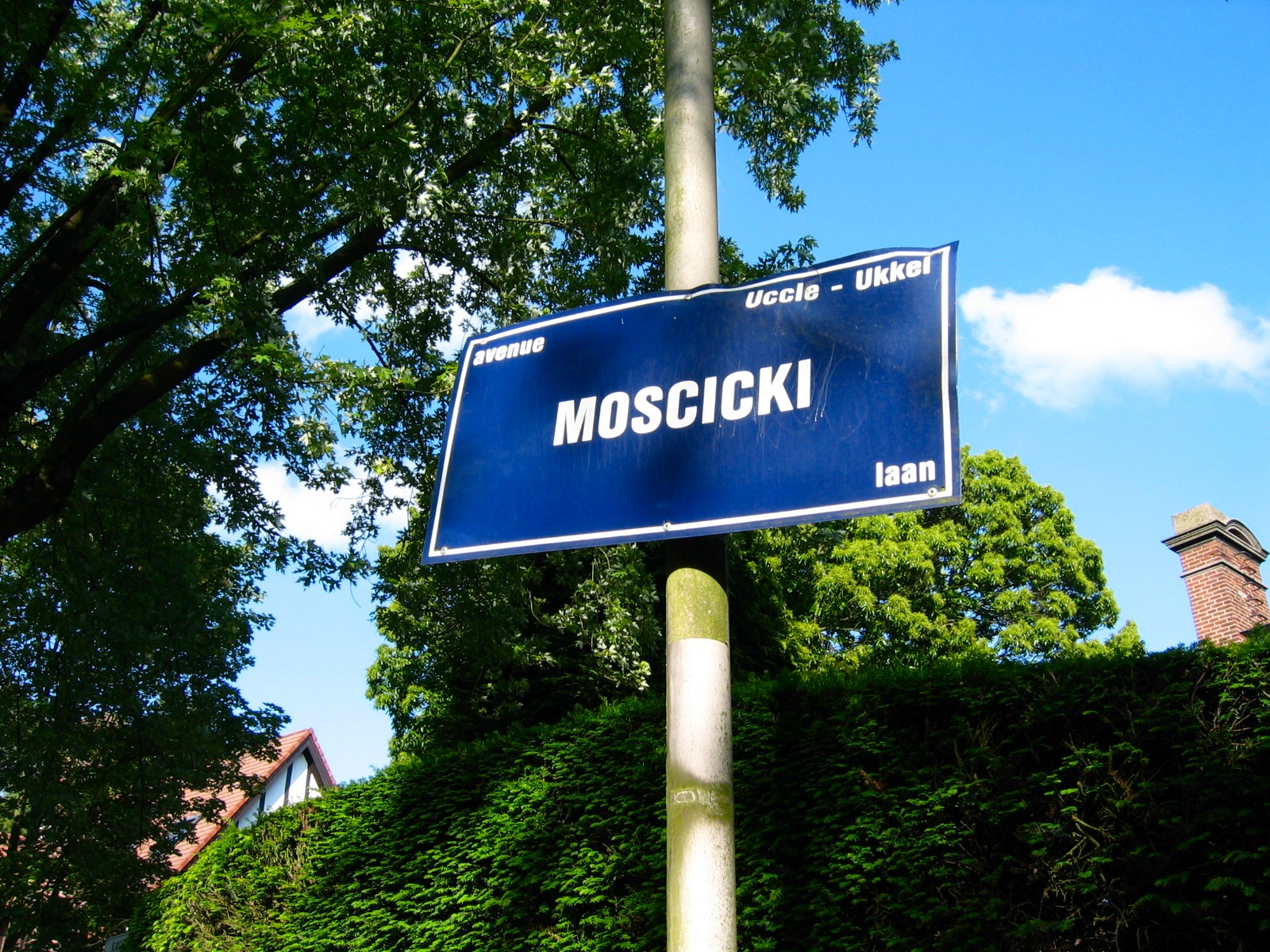
Aleja Mościckiego w Brukseli

W Krajowej Mościcki został internowany (podobnie jak polski rząd i Naczelny Wódz). Około południa 18 września minister Beck otrzymał decyzję rządu rumuńskiego o przewiezieniu prezydenta do miejscowości Bicaz, a członków rządu do Slănic. W miejscu internowania prezydent zamieszkał w leśniczówce, skąd prowadził ożywioną korespondencję z Rydzem-Śmigłym i Beckiem. Ze względu na fakt internowania nie mógł w efektywny sposób sprawować swojego urzędu. Na podstawie art. 24 konstytucji Mościcki wysłał do Paryża (gdzie tworzył się nowy ośrodek władzy emigracyjnej) zalakowaną kopertę z nazwiskiem swego następcy. Okazało się, że wybrał na niego gen. Bolesława Wieniawę-Długoszowskiego, ówczesnego ambasadora Polski we Włoszech (kandydatura Rydza-Śmigłego nie wchodziła w grę, ponieważ był on internowany). To posunięcie spotkało się z niezadowoleniem opozycji emigracyjnej skupionej wokół gen. Władysława Sikorskiego, a rząd francuski stwierdził, iż nie będzie mógł uznać żadnego rządu polskiego, powołanego przez gen. Wieniawę. W efekcie tego Mościcki nominował na swego następcę Władysława Raczkiewicza (wojewodę pomorskiego i prezesa Światpolu, wcześniej marszałka Senatu). 30 września 1939 w Bicaz Ignacy Mościcki złożył swój urząd.

### Ostatnie lata
Mościcki po złożeniu urzędu planował wyjazd do Szwajcarii. W latach 1908–1920 posiadał obywatelstwo tego kraju, był także honorowym obywatelem gminy fryburskiej. Władze Rumunii wyraziły wstępną zgodę na jego wyjazd, ale sprzeciwili się temu Niemcy. Gościnę zaoferował Mościckiemu prezydent USA, Franklin Delano Roosevelt. Były prezydent zdecydowany był na wyjazd do Szwajcarii. Interwencja rządu USA zmusiła władze Rumunii do wyrażenia na to zgody. Również generał Sikorski polecił ambasadzie polskiej w Bukareszcie udzielenie wszelkiej pomocy Mościckiemu. W Rumunii prezydent przebywał do grudnia 1939.

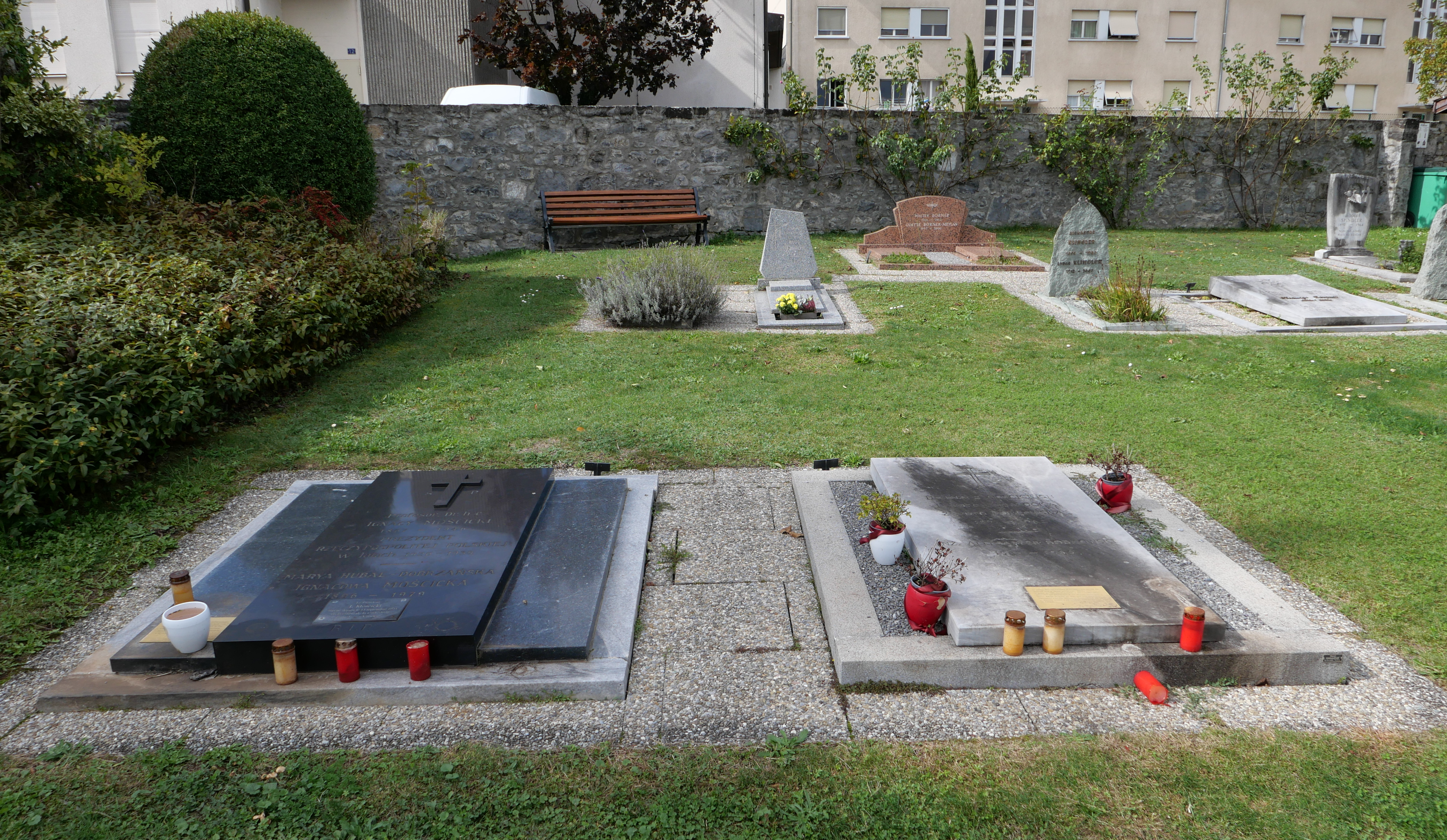
Dawny grób w Versoix w 2024 r. (po lewej). Obok znajduje się dawny grób jego córki Heleny i jej drugiego męża Aleksandra Bobkowskiego. Jej szczątki sprowadzono także do Polski w 1993 r.

Do Szwajcarii trafił przez Mediolan (gdzie spotkał się z Wieniawą-Długoszowskim). Początkowo mieszkał we Fryburgu, gdzie umożliwiono mu kontynuowanie pracy naukowej. W tym okresie m.in. spisywał swe wspomnienia (udało mu się doprowadzić je do roku 1932), opublikowane przez wydawane w Nowym Jorku czasopismo „Niepodległość” w latach 1939–1941. Mościcki przekazywał pieniądze na rzecz żołnierzy Armii Polskiej we Francji, warszawian przebywających w obozach jenieckich, obozach koncentracyjnych i obozach pracy przymusowej. Przez pięć miesięcy prowadził zajęcia na uniwersytecie we Fryburgu. Później zmuszony był podjąć pracę zarobkową. W 1940 przeprowadził się do Genewy, gdzie pracował w laboratorium chemicznym Hydro-Nitro.

Stan jego zdrowia gwałtownie pogorszył się po 1943 roku. Zmarł 2 października 1946 w Versoix niedaleko Genewy. Zgodnie ze swoim życzeniem został pochowany na tamtejszym cmentarzu, a na grobie ustawiono prosty, drewniany krzyż z inicjałami „I.M.”.

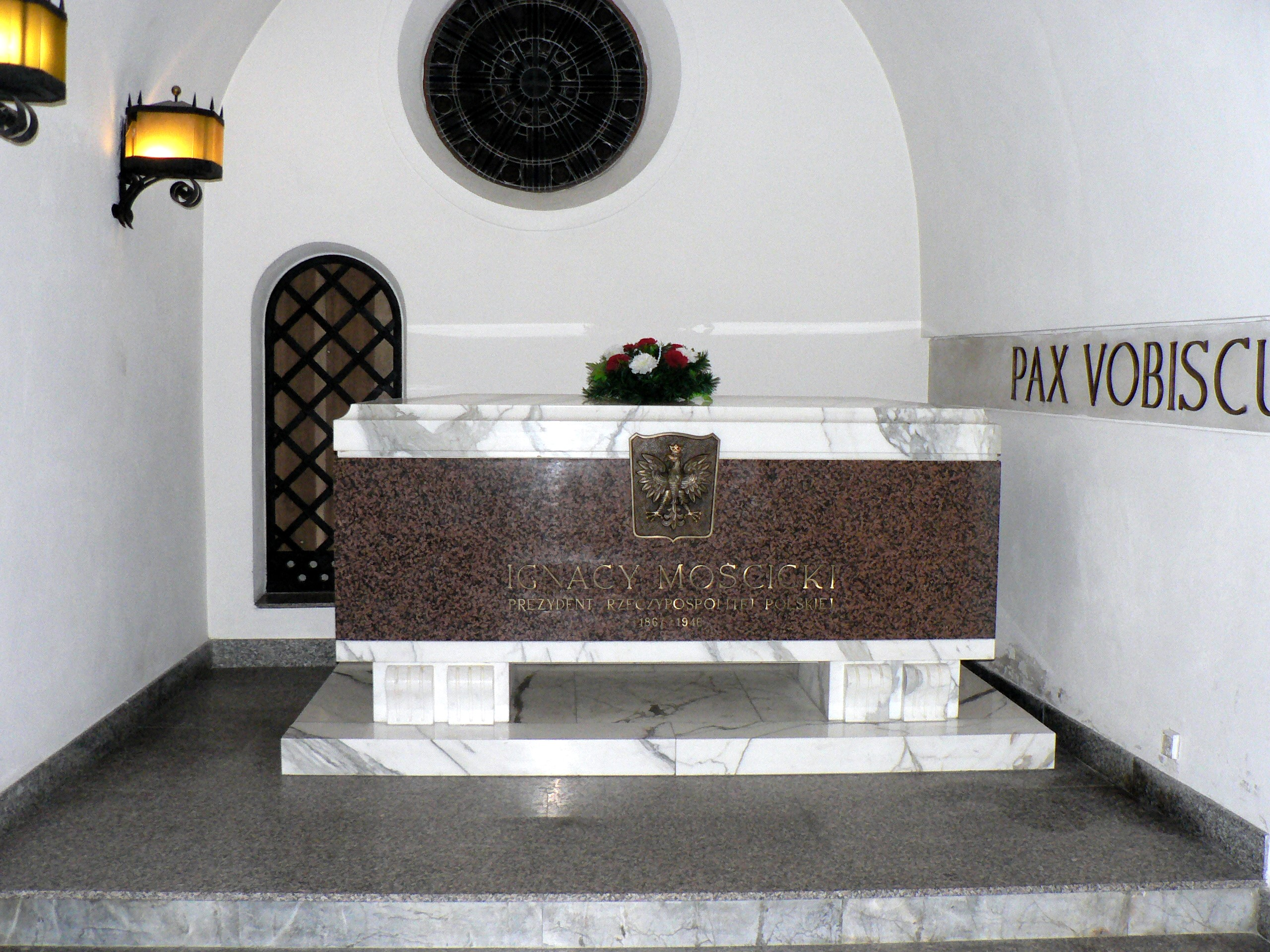
Grób Mościckiego w podziemiach bazyliki archikatedralnej św. Jana Chrzciciela w Warszawie

W 1984 roku planowano przeniesienie szczątków Ignacego Mościckiego i jego małżonki ze Szwajcarii do Polski. Z prośbą taką zwróciła się rodzina. Odpowiednie władze polskie wyraziły zgodę, pogrzeb miał się odbyć w Warszawie jako całkowicie prywatny, bez żadnego ceremoniału państwowego. Jednak władze kantonu Genewa w Szwajcarii cofnęły zgodę z przyczyn politycznych po protestach środowisk emigranckich związanych z „Solidarnością”.
W 1993 szczątki Ignacego Mościckiego przewieziono (z inicjatywy prezydenta Lecha Wałęsy i prymasa Józefa Glempa) do Polski i złożono w krypcie prezydenckiej bazyliki archikatedralnej św. Jana w Warszawie.
Symboliczny grób Mościckiego znajduje się w alei zasłużonych na cmentarzu Powązkowskim w Warszawie (tam też pochowana jest Maria Mościcka).
Archiwum Ignacego Mościckiego stworzone przez jego żonę Marię Mościcką oraz zbiór pamiątek z nim związanych znajdują się w archiwum klasztoru na Jasnej Górze.

## Rodzina i życie prywatne

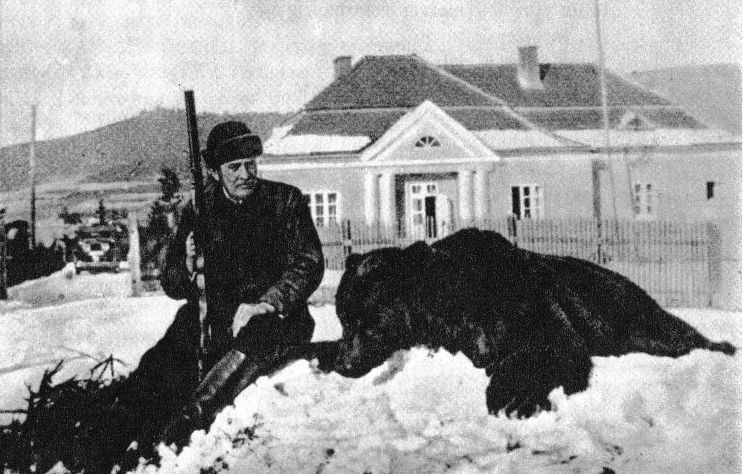
Prezydent Mościcki z niedźwiedziem zabitym podczas polowania w 1932 r. w nadleśnictwie Iłomnia w Małopolsce.

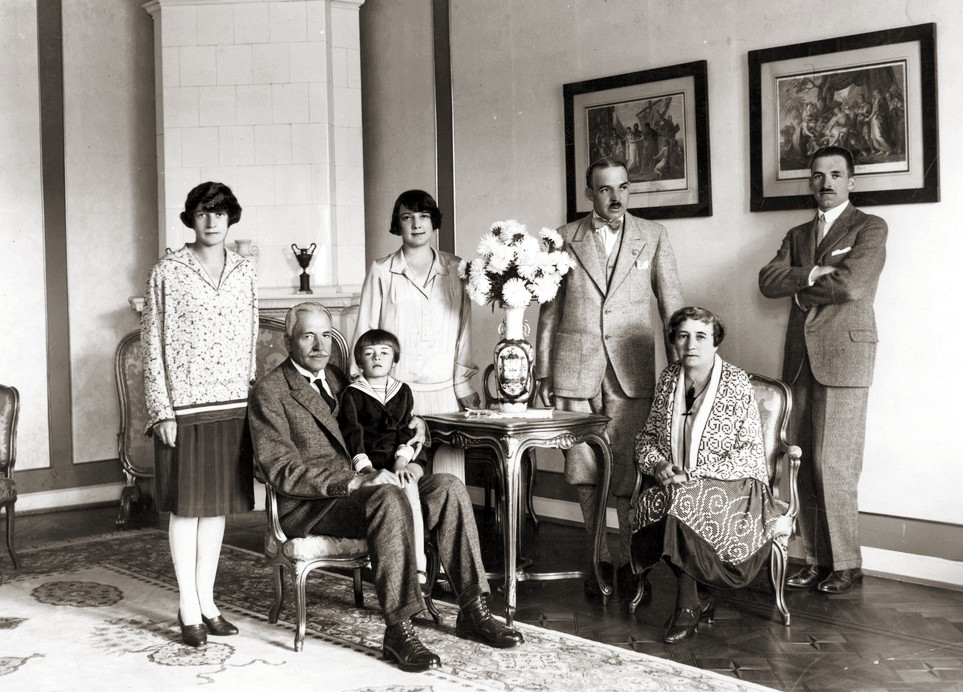
Prezydent RP Ignacy Mościcki w towarzystwie żony Michaliny, wnuczka Józefa, córki Heleny Zwisłockiej (stoi z lewej), synów Michała (stoi drugi z prawej) i Józefa (stoi pierwszy z prawej).

Ignacy Mościcki był dwukrotnie żonaty. Z pierwszą żoną, Michaliną (1871–1932), miał trzech synów: Michała (1894–1961), Józefa (1898–1955) (byli dyplomatami) i Franciszka (1899–1927) (był inżynierem chemikiem) oraz córkę Helenę (1897–1962) (w drugim małżeństwie żona wiceministra komunikacji, płk. Aleksandra Bobkowskiego). Nieco ponad rok po śmierci pierwszej żony, Mościcki nawiązał romans z Marią z domu Dobrzańską, primo voto Nagórną (1896–1979) będącą jego sekretarką, a jednocześnie żoną adiutanta prezydenta, kpt. Zbigniewa Nagórnego. Związek wywołał skandal obyczajowy – przyczyną była nie tylko duża różnica wieku (29 lat), ale również fakt, że Mościcki wszedł w nowy związek niedługi czas po śmierci swojej żony. Związkowi z Nagórną przeciwny był Józef Piłsudski, który żądał od Mościckiego zakończenia romansu. Mościcki jednak nie zgodził się i zamierzał poślubić żonę swojego adiutanta. Aby było to prawnie możliwe musiał zmienić wiarę. W obawie przed dodatkowym skandalem (konwertyta z żoną bigamistką na czele katolickiego kraju) papież Pius XI zgodził się uznać za nieważny poprzedni związek małżeński Marii Nagórnej. 10 października 1933 Ignacy Mościcki ożenił się ponownie. Byłego męża Marii Nagórnej wysłano do Brukseli jako konsula.
Ignacy Mościcki był zapalonym myśliwym, jednym z założycieli Polskiego Związku Łowieckiego i inicjatorem obchodów w Polsce dnia św. Huberta, patrona myśliwych. Najchętniej polował w okolicach Spały, w Karpatach Wschodnich, lasach niedaleko Wilna lub w Puszczy Białowieskiej. W Puszczy Białowieskiej spotykał się z Hermannem Göringiem, który z polecenia Hitlera nawiązał ożywione kontakty z przedstawicielami rządu polskiego, w celu wysondowania możliwości wspólnego ataku na Związek Radziecki. W czasie polowania w 1938 r. spotkał się też z regentem Węgier Miklósem Horthym. Po przekazaniu mu w 1931 w darze przez społeczeństwo śląskie Zameczku na Zadnim Groniu w Wiśle przyjeżdżał tu regularnie na wypoczynek i na jesienne polowania na bażanty i zające. Dysponował także dwiema innymi rezydencjami: na Helu i w Ciechocinku, choć z tej ostatniej nigdy nie skorzystał.
Mościcki był członkiem Związku Polskich Kawalerów Maltańskich. Posiadał tytuł baliwa.

### „Chrześniacy” Mościckiego
W 1926 Ignacy Mościcki wydał oświadczenie, w którym oznajmił, że będzie ojcem chrzestnym dla każdego siódmego syna w rodzinie w Polsce. Warunkiem było, aby rodzina chrześniaka była rdzennie polska, niekarana. Chrześniacy mieli przywilej bezpłatnej nauki w kraju i za granicą, także na studiach wyższych, stypendia, bezpłatne przejazdy i opiekę zdrowotną oraz książeczkę oszczędnościową Pocztowej Kasy Oszczędnościowej z wkładem w wysokości 50 zł, fundowanym przez Prezydenta na samodzielny start w życiu. W sumie synów chrzestnych prezydent miał dziewięćset jedenastu.

## Odznaczenia i wyróżnienia

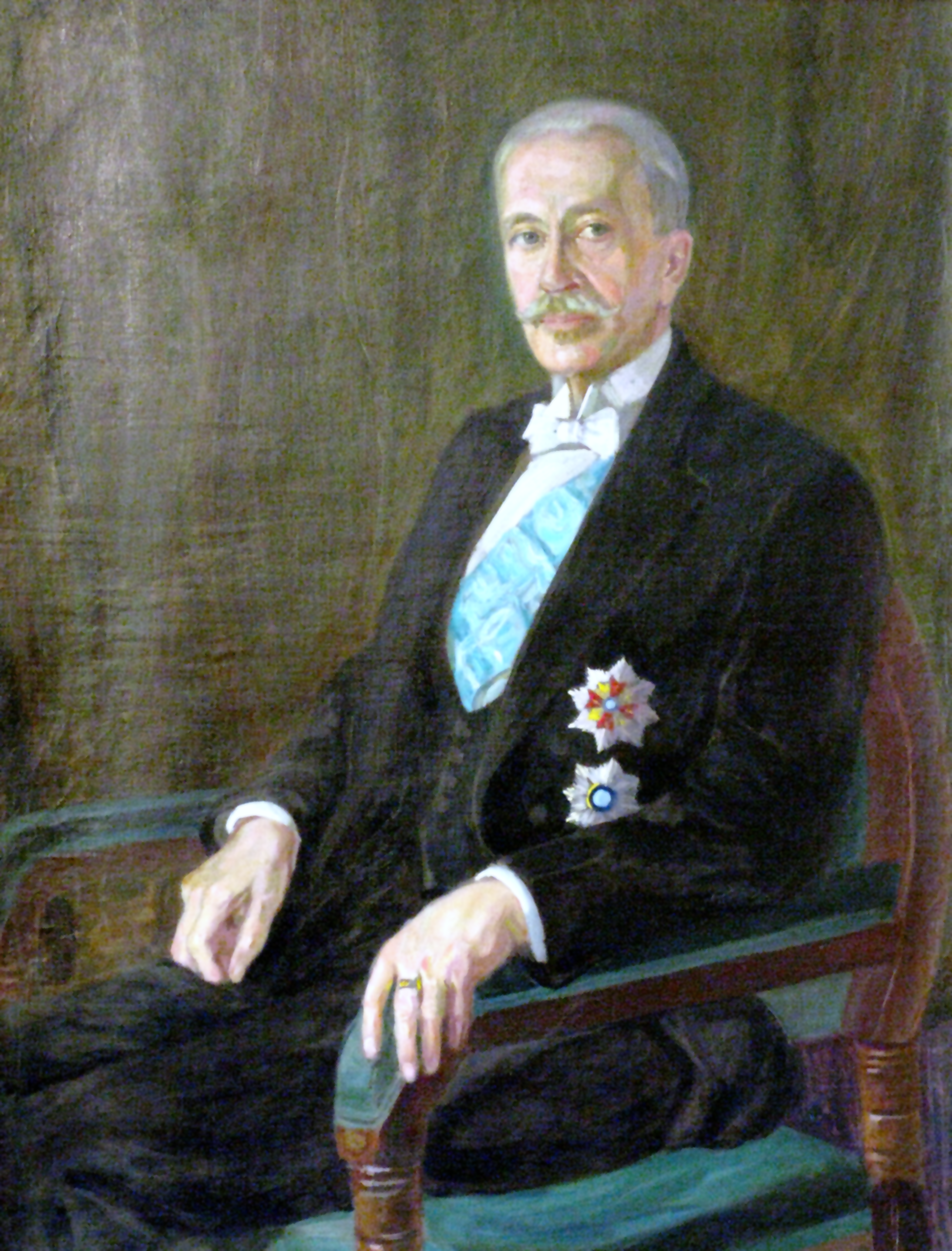
Portret Mościckiego pędzla Stanisława Niesiołowskiego

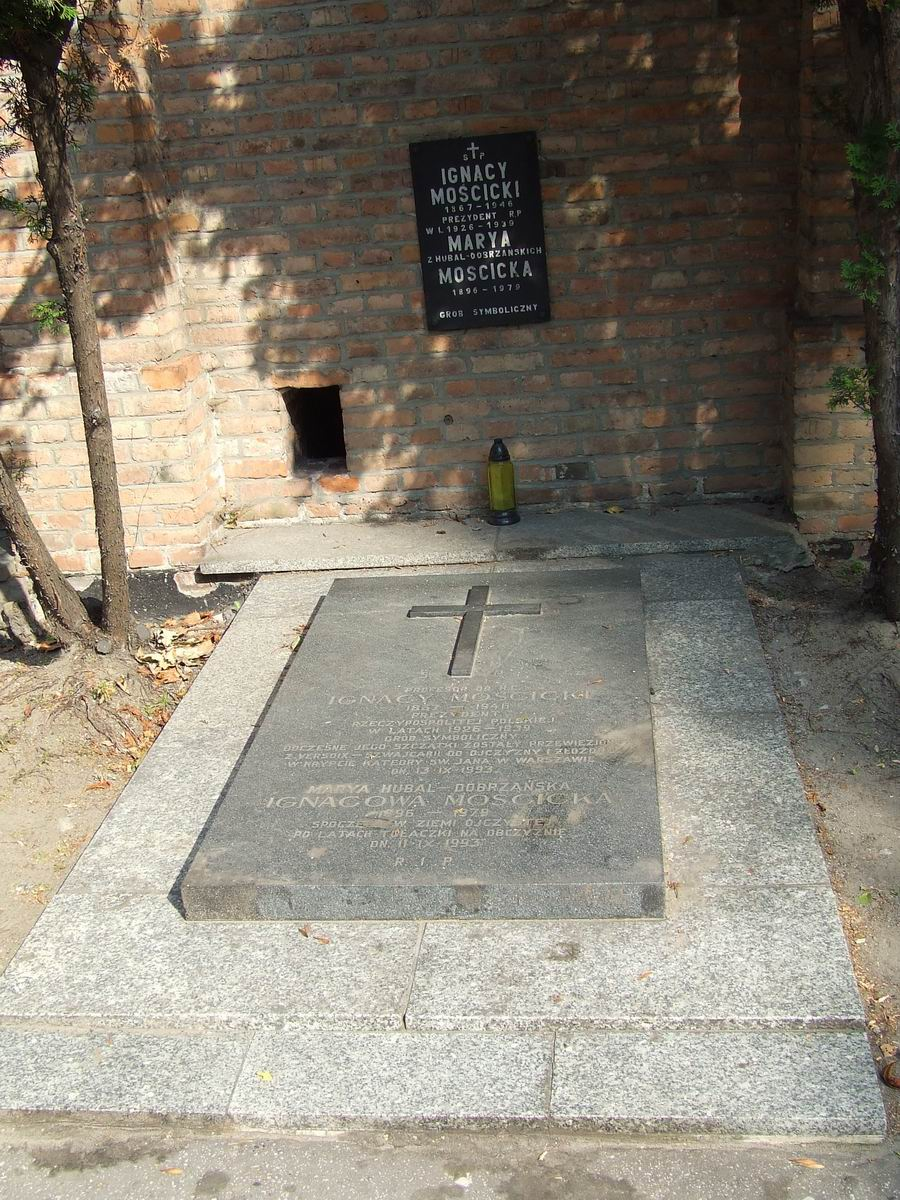
Grób Marii Mościckiej na warszawskich Powązkach, wraz z symboliczną mogiłą Ignacego Mościckiegogrób-mościckiej

Mościcki był właścicielem wielu tytułów nadanych przez uczelnie polskie i zagraniczne:
- honorowa profesura Politechniki Warszawskiej i Politechniki Lwowskiej (2 czerwca 1926)[100],
- doktoraty honoris causa uniwersytetów i uczelni: Politechniki Lwowskiej, Politechniki Warszawskiej (1924)[101], Uniwersytetu we Fryburgu (grudzień 1934), Akademii Górniczo-Hutniczej w Krakowie (październik 1934), Uniwersytetu Stefana Batorego w Wilnie, im. Józefa Piłsudskiego w Warszawie (28 maja 1936)[102][103], w Uniwersytetu w Dorpacie, Uniwersytetu Poznańskiego (4 października 1936[104]), Sorbony[105], Uniwersytetu w Strasburgu (1937)[106], Szkoły Głównej Gospodarstwa Wiejskiego (1937)[107], Uniwersytetu Jana Kazimierza we Lwowie (27 października 1938)[108][109][110], Uniwersytetu Sofijskiego w Sofii (luty 1939)[111][112].

Za życia I. Mościckiego zostały ustanowione ulica pod jego patronatem w Sosnowcu, oraz Wały Prez. Ignacego Mościckiego we Lwowie (1938). W 1938 zostało ustanowione II Państwowe Liceum i Gimnazjum im. Prezydenta Rzeczypospolitej Ignacego Mościckiego w Stryju.
Odznaczenia polskie
Z tytułu objęcia urzędu Prezydenta RP Ignacy Mościcki z dniem 4 czerwca 1926 został kawalerem Orderu Orła Białego i przewodniczącym jego Kapituły, a także kawalerem Wielkiej Wstęgi Orderu Odrodzenia Polski i przewodniczącym jego Kapituły.
Ponadto:
- Krzyż Komandorski z Gwiazdą Orderu Odrodzenia Polski (2 maja 1924)[116][117][118][119]
- Krzyż Niepodległości z Mieczami (6 grudnia 1930)[120][121][116][122]
- Brązowy Medal Za Długoletnią Służbę (11 marca 1938)[123]
- Krzyż Siedemdziesięciolecia Powstania Styczniowego – 22 stycznia 1933[124]
- Złota Odznaka Honorowa Ligi Obrony Powietrznej i Przeciwgazowej I stopnia (30 listopada 1933)[125]
- Odznaka Honorowa Polskiego Czerwonego Krzyża I stopnia (1935)[126]

Odznaczenia zagraniczne
- Order Świętych Cyryla i Metodego (10 marca 1928, Bułgaria)[116][127]
- Order Zasługi Cywilnej I klasy (10 marca 1928, Bułgaria)[128][129]
- Order Serafinów (czerwiec 1936, Szwecja)[130]
- Order Salomona (Etiopia)[116]
- Order Pahlawiego (23 września 1936, Iran)[116][131][132]
- Order Domowy Nassauski Lwa Złotego (Luksemburg)[116][129]
- Baliw Krzyża Wielkiego Honoru i Dewocji Orderu Maltańskiego (od 1929)[133]
- Krzyż Wielki Orderu Zasługi (styczeń 1929, Węgry)[116][134]
- Krzyż Wielki z Łańcuchem Orderu Karola I (1929, Rumunia)[116][135][136]
- Krzyż Wielki Orderu Trzech Gwiazd (2 maja 1929, Łotwa)[116][137][129]
- Wielka Wstęga Krzyża Zakonu Maltańskiego (22 lutego 1930)[138]
- Wielka Wstęga Orderu Białej Róży (1 marca 1930, Finlandia)[116][139]
- Krzyż Wielki z Łańcuchem Orderu Zasługi (4 kwietnia 1931, Chile)[116][140]
- Krzyż Wielki Orderu Zbawiciela (17 kwietnia 1931, Grecja)[116][141][129]
- Krzyż Wielki z Łańcuchem Orderu św. Karola (Monako)[116][129][136]
- Wielki Oficer Orderu Chrystusa (21 października 1931, Portugalia)[142]
- Krzyż Wielki Orderu św. Benedykta z Avis (Portugalia)[116][129]
- Wielka Wstęga Orderu Leopolda (Belgia)[116]
- Krzyż Wielki Orderu Legii Honorowej (1928, Francja)[143][116]
- Krzyż Wielki Orderu Krzyża Południa (13 czerwca 1935, Brazylia)[116][144][129]
- Wielka Wstęga Orderu Krzyża Orła (1930, Estonia)[116][145]
- Wielka Wstęga Orderu Gwiazdy Białej (9 listopada 1938, Estonia)[146]
- Wielka Wstęga Orderu Czerwonego Krzyża (25 czerwca 1935, Estonia)[116][147]
- Wielka Wstęga Orderu Chryzantemy (sierpień 1936, Japonia)[148][129]
- Krzyż Wielki z Łańcuchem Orderu Świętego Olafa (listopad 1936, Norwegia)[116][149]
- Wielka Wstęga Orderu Gwiazdy Jerzego Czarnego (5 kwietnia 1937, Jugosławia)[116][150]
- Łańcuch Orderu Słońca „Elmer i Ala” (Afganistan)[116][129]

Funkcje honorowe
- Członek honorowy Polskiego Towarzystwa Chemicznego (1926)[151]
- Członek honorowy Stowarzyszenia Elektryków Polskich (1930)[43]
- Członek honorowy Rumuńskiego Towarzystwa Chemicznego[152]
- Członek honorowy Akademii Nauk Technicznych w Warszawie[153]
- Protektor Związku Harcerstwa Polskiego (od 1926)
- Komandor honorowy Yacht Klubu Polski[154]
- Honorowy protektor Aeroklubu Polskiego[155]
- Honorowy patron I Igrzysk dla Polaków z Zagranicy i Wolnego Miasta Gdańska (1934)
- Protektor Komitetu Sprowadzenia do Kraju Zwłok Generała Józefa Bema (1927)[156]
- Honorowy patron IV Kongresu Zjednoczenia Kurkowych Bractw Strzeleckich Zachodnich Ziem Polskich (1932)[157]

Honorowe obywatelstwa
Otrzymał tytuły honorowego obywatelstwa miast: Tarnowa (26 maja 1927), Płocka (1929), Gdyni (1928), Mławy (26 maja 1930), Ciechanowa (1930), Wisły (31 stycznia 1931), Grodna (1933) , Chełmna, Świecia (czerwiec 1936), Lwowa (16 czerwca 1936, oraz Medal Miasta Lwowa), Otyni, Krynicy (6 lipca 1936), Chorzowa (styczeń 1937), Drohobycza (kwiecień 1937), Lubaczowa (1939), Przeworska (21 grudnia 1938), Jarosławia, Gminy Frysztak, Gminy Szczawne, Rymanowa (14 stycznia 1939), Sanoka (styczeń 1939), Jasła (31 stycznia 1939), gminy Bircza (pocz. 1939), gminy powiatu brzozowskiego (pocz. 1939), Wejherowa, Baranowa Sandomierskiego, Zakopanego i innych.

## Wywód genealogiczny
| 4. Walenty Mościcki (1806 lub 1796–1865) |  |                                                     |  |  |                                |
|                                          |  | 2. Faustyn Walenty Mościcki (1835–1885)             |  |  |                                |
| 5. Faustyna Pilitowska                   |  |                                                     |  |  |                                |
|                                          |  |                                                     |  |  | 1. Ignacy Mościcki (1867–1946) |
| 6. Michał Ignacy Bojanowski              |  |                                                     |  |  |                                |
|                                          |  | 3. Stefania Mościcka (z domu Bojanowska) (ur. 1846) |  |  |                                |
| 7. Aniela Nicka                          |  |                                                     |  |  |                                |
|                                          |  |                                                     |  |  |                                |

Źródło: Mościcki – genealogia. Dynamiczny Herbarz Rodzin Polskich. [dostęp 2009-10-23].

## Upamiętnienie

### Filatelistyka
W latach 1928–1938 Poczta Polska wprowadziła do obiegu następujące znaczki z wizerunkiem Prezydenta RP Ignacego Mościckiego:
1. 03.05.1927 – znaczek o wartości 20 gr. (numer katalogowy 227) z okazji 1. rocznicy prezydentury,
2. 03.05.1928 – znaczek o wartości 1 zł. (z bloku nr 1) z okazji Wystawy Filatelistycznej w Warszawie (numer katalogowy 236),
3. maj 1928 – znaczek o wartości 1 zł (wydanie obiegowe, numer katalogowy 239),
4. 05-21.08.1935 – znaczek o wartości 3 zł. (numer katalogowy 290),
5. 03.06.1936 – znaczek o wartości 1 zł (numer katalogowy 291) z okazji 10-lecia prezydentury Ignacego Mościckiego[186],
6. 30.06.1937 – znaczek o wartości 1 zł (z bloku nr 4) z okazji wizyty króla Rumunii w Polsce,
7. 01.02.1938 – znaczki o wartości 15 gr. i 30 gr. (numery katalogowe 303 i 304),
8. 11.11.1938 – znaczek o wartości 25 gr. (z bloku nr 7, numer katalogowy 325).

### Filmy
Ignacy Mościcki był bohaterem filmu dokumentalnego Być w cieniu (1994) w reżyserii Wincentego Ronisza oraz cyklu dokumentalnego Prezydenci (1995) w reżyserii Pawła Kędzierskiego. W serialu Telewizji Polskiej Stulecie Winnych (2019) w reżyserii Piotra Trzaskalskiego, został sportretowany przez Andrzeja Szczytkę.